# 竜王戦
竜王戦（りゅうおうせん）は、読売新聞社および日本将棋連盟主催の将棋の棋戦で、タイトル戦の一つ。第1期は1987年だが、前身の十段戦・更にその前身の九段戦（第1期は1950年）から数えると、タイトル戦の中で名人戦（第1期は1935 - 1937年）に次いで2番目に長い歴史を有している。七番勝負の勝者は竜王のタイトル称号を得る。竜王位は名人位とともに将棋界の頂点とされている。

## 概要

### 沿革
読売新聞社が主催していた「十段戦」が第26期限りで発展的に解消され、新たな棋戦「竜王戦」が1987年10月に発足した。

（社告）

将棋界最高の公式戦創設

全棋士にアマも参加　超大型の「竜王戦」　日本一へ来月予選

読売新聞社は昭和三十七年以来、将棋十段戦を紙面に掲載、将棋ファンから好評を博して参りましたが、このたび十段戦を第二十六期（今期）限りで発展的に解消し、日本将棋連盟と共同主催によって、新たに将棋界最高の公式戦「竜王戦」を発足させることになりました。「竜王戦」はこれまでの棋戦をあらゆる面で大幅にこえる超大型棋戦で、竜王獲得者は棋士として“最高の栄誉”をもって処遇されるほか、将棋界空前の賞金二千六百万円が贈られます。
出典：「読売新聞」1987年10月1日朝刊1面

1987年10月1日付「読売新聞」の朝刊1面中央に「将棋界最高の公式戦創設」として社告記事が掲載され、同10月8日に読売新聞社と日本将棋連盟との間で契約調印式が行われた。
棋戦創設のきっかけは1984年秋の読売新聞社と日本将棋連盟との契約交渉の場におけるやり取りで、「（同じく読売新聞社が主催する）囲碁の棋聖戦には2億もの金を出しているが、将棋はその半分」「囲碁と並ぶよう検討」と連盟側から要望、読売新聞社が「それなりの扱いをしてくれれば考える」との意向を示したことで、金額・待遇などの条件を含めた新棋戦創設の検討がなされることになった。
賞金額2600万円（第1期当時）という、名人戦を超える格を有する棋戦の創設に際して契約交渉・準備期間は3年を要し、棋士総会での承認のほかにも歴代名人の了承を取る必要があった。竜王戦創設当時の名人であった中原誠（十六世名人資格保持者）が連盟に一任した一方、名人戦の主催社・毎日新聞社の嘱託でもあった大山康晴（十五世名人、当時連盟会長）は当初反対の意向を示し、また升田幸三（実力制第四代名人）も反対した。大山は「一人の棋士だけが潤う棋戦は作るべきではない」との持論からの高額賞金棋戦への反対したものだったが、大型棋戦発足は将棋界全体の発展につながる、といった説得を連盟理事が行い、その他諸々の意見に対しても時間をかけ折衝を行い、賞金額1位を公表してもよい（棋戦の序列は竜王戦が最上位）が、タイトルホルダーとしての序列は竜王と名人とが同格であるということで話がまとまった。

### 棋戦名
「竜王戦」という棋戦名について、主催の読売新聞社は「飛車が成れば竜王となり、全部のコマのうち最強の働きをする」「中国では“竜”は皇帝のシンボルで尊重・崇拝された」の2点を挙げ「従って格式は極めて高く、しかも将棋ならではの名称といえよう」と命名の由来を説明している。
「竜王戦」の題字・ロゴは、青山杉雨によるものが棋戦創設当初から用いられている。
田丸昇によると、新棋戦名候補として、他に「棋神戦」「最高峰戦」「巨人戦」「巨星戦」「棋宝戦」「達人戦」「将棋所」などがあったという。しかし、「棋神戦」は宗教絡みの問題が心配、「巨人」は同じく読売新聞傘下のプロ野球球団・読売ジャイアンツの通称（同じく「巨人」）と紛らわしいなどそれぞれに問題があった。当時読売新聞社で竜王戦の創設に携わった観戦記者の山田史生によると、「竜王戦」という候補に対しても、読売ジャイアンツのライバルであったプロ野球中日ドラゴンズを連想するからよくないという意見があったという。また、竜王は最も強い駒ではあるが、最も価値の高い駒は取られたら負けとなる王将であるから、王将戦の上に竜王戦を設けるのは「ヘボ将棋 王より飛車を 可愛がり」という著名な格言（川柳）の教えに反するとの指摘もある。最終的には候補を一つずつ消していき、最後まで残った「竜王戦」が棋戦名に決まった。
山田史生によれば、「竜王戦」と「龍王戦」のどちらを正式な棋戦名とするかでも議論となった。一般的な将棋の駒には「龍王」と記されているが、読売新聞社では常用漢字外の「龍」を原則使用しないとしていたためである。そこで、「竜王戦」を正式な棋戦名としたうえで、日本将棋連盟は「飛車」の成り駒の名称は「竜王」（略称：竜）であり「（飛車が）成ると、竜王－略して竜になる」「表記によっては龍（龍王）となることもある」という立場をこれ以降はとっている。
なおタイトル棋戦「竜王戦」の創設以前に、「龍王戦」「竜王戦」の名称が一部の将棋道場でのアマチュア大会名称として用いられた事例が確認されている。

### 開催方式
竜王就位式で渡される竜王杯は秩父宮雍仁親王寄贈で、九段戦、十段戦から引き継ぎ使用されている。
最上位の1組から下位の6組までの6つのクラスに分けられたトーナメント（竜王ランキング戦）、決勝トーナメント（本戦）、および竜王戦七番勝負からなる。毎年11-12月頃から竜王ランキング戦が始まり、翌年6月頃までに各組優勝者および本戦出場者を決定。特徴的なトーナメント形式による本戦を6月下旬から行い、7月下旬から9月上旬にかけて行われる三番勝負形式の挑戦者決定戦により挑戦者を決定。竜王戦七番勝負は10月から12月ごろにかけて行われる。
「竜王ランキング戦」の決勝進出者以外の棋士は、上記と並行して各組で行われる「昇級者決定戦」（1組は「出場者決定戦」）を戦い、2組以下の「昇級者決定戦」の勝ち残り者と「竜王ランキング戦」の決勝進出者が昇級者として翌期に一つ上のクラス所属となる。一方、「昇級者決定戦」（1組は「出場者決定戦」）での成績下位者は降級者として翌期に一つ下のクラス所属となる。
html5将棋盤を使用したシリーズは叡王戦に続いて2例目だが、公式はadobeのサービス終了までflash将棋盤が使用されていた。

### 賞金および対局料
竜王戦となってからタイトル戦の中で最も高い賞金を誇るようになり、第1期竜王戦の優勝賞金は2600万円、第2期は3000万円であった。第36期の優勝賞金は4400万円、準優勝賞金は1650万円である。また、本戦以降の対局料も公表されており、竜王の七番勝負対局料は632万円、挑戦者決定戦進出者の三番勝負対局料は460万円である。なお、賞金や対局料は何度も変更されている（下表参照）。
|          | 賞金                                                                                           | 賞金        | 対局料      | 対局料         | 対局料        | 対局料        | 対局料        | 対局料            | 対局料   | 対局料       | 対局料           | 対局料  | 対局料     | 対局料  | 対局料  | 出典   |
| 期       | 優勝 賞金                                                                                      | 準優勝 賞金 | 七番勝負    | 七番勝負       | 挑決 三番勝負 | 準決勝        | 準決勝        | 3回戦             | 3回戦    | 3回戦        | 2回戦            | 2回戦   | 2回戦      | 1回戦   | 1回戦   | 出典   |
| 期       | 優勝 賞金                                                                                      | 準優勝 賞金 | 竜王        | 挑戦者         | 挑決 三番勝負 | 準々決勝 勝者 | 準々決勝 勝者 | 1組1-4位          | 2組1-2位 | 2回戦勝者    | 3組1-2位         | 4組1位  | 1回戦勝者  | 5組1位  | 6組1位  | 出典   |
| -------- | ---------------------------------------------------------------------------------------------- | ----------- | ----------- | -------------- | ------------- | ------------- | ------------- | ----------------- | -------- | ------------ | ---------------- | ------- | ---------- | ------- | ------- | ------ |
| 第1期    | 2600万円                                                                                       | (不明)      | -           | (両者) 625万円 | 240万円       | (不明)        | (不明)        | (不明)            | (不明)   | (不明)       | (不明)           | (不明)  | (不明)     | (不明)  | (不明)  | [ 14 ] |
| 第2期    | 3000万円                                                                                       | 0750万円    | 875万円     | 375万円        | 260万円       | 0080万円      | 0080万円      | 70万円            | 60万円   | 60万円       | 35万円           | 30万円  | (不明)     | 25万円  | 20万円  | [ 15 ] |
| 第7期    | 3200万円                                                                                       | 0800万円    | 0950万円    | 425万円        | 300万円       | 100万円       | 100万円       | 080万円           | 070万円  | 070万円      | 045万円          | 040万円 | 035万円    | 035万円 | 030万円 | [ 19 ] |
| 第9期    | 3200万円                                                                                       | 0800万円    | 1350万円    | 675万円        | 330万円       | (不明)        | (不明)        | (不明)            | (不明)   | (不明)       | (不明)           | (不明)  | (不明)     | (不明)  | (不明)  |        |
| 15-18    | 3200万円                                                                                       | 0800万円    | 1450万円    | 700万円        | 330万円       | 120万円       | 120万円       | 090万円           | 080万円  | 080万円      | 050万円          | 045万円 | 040万円    | 040万円 | 035万円 | [ 20 ] |
| 期       | 優勝 賞金                                                                                      | 準優勝 賞金 | 七番勝負    | 七番勝負       | 挑決 三番勝負 | 準決勝        | 準決勝        | 準々決勝          | 準々決勝 | 3回戦        | 3回戦            | 2回戦   | 2回戦      | 1回戦   | 1回戦   | 出典   |
| 期       | 優勝 賞金                                                                                      | 準優勝 賞金 | 竜王 在位者 | 挑戦者         | 挑決 三番勝負 | 1組優勝       | 準々決勝 勝者 | 1組2-4位3回戦勝者 | 2組優勝  | 1組5位2組2位 | 3組優勝2回戦勝者 | 4組優勝 | 1回戦 勝者 | 5組優勝 | 6組優勝 | 出典   |
| 19-21    | 3200万円                                                                                       | 0800万円    | 1450万円    | 700万円        | 330万円       | (不明)        | (不明)        | (不明)            | (不明)   | (不明)       | (不明)           | (不明)  | (不明)     | (不明)  | (不明)  |        |
| 19-21    | ＜ 賞金 +700万円 / 七番勝負対局料 -700万円 / 賞金+対局料の合計は変更なし // 次期 第22期 より＞ |             |             |                |               |               |               |                   |          |              |                  |         |            |         |         |        |
| 22-23    | 3900万円                                                                                       | 1500万円    | 750万円     | -000           | 350万円       | 150万円       | 130万円       | 090万円           | 080万円  | 080万円      | 060万円          | 045万円 | 040万円    | 040万円 | 035万円 | [ 21 ] |
| 24-29    | 4200万円                                                                                       | 1550万円    | 600万円     | -000           | 440万円       | 190万円       | 160万円       | 115万円           | 100万円  | 100万円      | 075万円          | 055万円 | 050万円    | 050万円 | 045万円 | [ 22 ] |
| 30-32    | 4320万円                                                                                       | 1620万円    | 620万円     | -000           | 450万円       | 195万円       | 165万円       | 120万円           | 103万円  | 103万円      | 77万円           | 57万円  | 52万円     | 52万円  | 46万円  | [ 23 ] |
| 33期以降 | 4400万円                                                                                       | 1650万円    | 632万円     | -000           | 460万円       | 200万円       | 167万円       | 121万円           | 104万円  | 104万円      | 78万円           | 58万円  | 53万円     | 53万円  | 47万円  | [ 24 ] |

第31期（2018年）からは野村ホールディングスが特別協賛として加わった。また、その前年の第30期は七番勝負第1局に東急グループの協賛がつき、同グループが保有しているセルリアンタワー内の能楽堂での部分公開対局が行われるようになったほか、就位式の同施設内の会場提供も行っている。同グループは第31期で七番勝負の協賛に、第32期からは竜王戦全体の協賛に加わった（※第37期は本戦以降の協賛、以下同様）。また、第31期には明治が「明治ヨーグルトR-1」名義で協賛、第33期からはUACJ、旭化成ホームズ（第36期まで）が協賛、第34期からはあんしん財団、JRA（※）が協賛、第36期にはニトリが協賛にそれぞれ加わった。

### 「前竜王」の称号
前期竜王戦の勝者の棋士が今期竜王戦に敗れると前竜王となり、他にタイトルを持っていない場合に、次期竜王戦終了まではタイトルに準ずる称号として「前竜王」と名乗ることが出来た。棋士の序列としては「前名人」と同様の位置づけであった。
第1期竜王の島朗、第2期竜王の羽生善治、第6期竜王の佐藤康光の3人が竜王失冠後に前竜王を称したが、第10期竜王の谷川浩司以降、藤井猛（第13期竜王）、森内俊之（第26期竜王）、糸谷哲郎（第27期竜王）、羽生善治（第30期竜王）、広瀬章人（第31期竜王）らがいずれも前竜王の称号を辞退し、「前名人」ともども20年以上名乗った者がいない実情を踏まえ、2020年2月に日本将棋連盟は「前竜王」の称号を「前名人」ともども廃止すると発表した。

### 竜王と名人
竜王と名人は、他のタイトルとは別格の扱いを受ける。

## 永世竜王
永世称号である永世竜王は、竜王を連続5期もしくは通算7期以上保持した棋士に与えられる。
2021年11月現在、永世竜王の資格を持つ棋士は、渡辺明（連続5期、第21期で獲得）と羽生善治（通算7期、第30期で獲得）の2名である。
1. 渡辺明＿ - 2008年12月18日 獲得（当時24歳07か月、引退後の就位予定）
＿＿＿＿＿ 連続5期獲得（第17期 - 第21期）
2. 羽生善治 - 2017年12月05日 獲得（当時47歳02か月、引退後の就位予定）
＿＿＿＿＿ 通算7期獲得（第2期、第5期、第7期-第8期、第14期-第15期、第30期）

（以上2名、永世竜王 資格獲得順）

## 方式
独自のランキング戦と決勝トーナメント（本戦）によって挑戦者（本戦優勝者）を決定し、竜王と挑戦者は七番勝負を行う。組が上位であるほど、また、1組、2組では組の中での成績順位が上位であるほど、竜王在位者への挑戦権を得やすいシステムとなっている。
なお、2005年に制度が見直され、第18期（2005年）以前と第19期（2006年）以後で異なる部分がある。また、第1期竜王戦については後述する。

### ランキング戦
竜王戦の予選は、最上位の1組から下位の6組までに分かれたトーナメント戦で始まり、これを「竜王ランキング戦」と呼ぶ。1組の上位5名、2組の上位2名、3組から6組までの優勝者各1名の合計11名が本戦に出場する。
第18期までの本戦出場者数は、1組から4名、2組・3組から各組2名、4組から6組までの各組1名であったが、第19期から本戦出場者数は、1組からの枠を5名に、3組からの枠を1名に、それぞれ変更となった。同時に、各組の昇級枠・降級枠の人数も変更され、全ての組の間で各々4名となった（第18期までの各組間の昇級枠は、1組-4組間では各々3名、4組-6組間では各々4名だった）。
現役棋士が在籍する組の一覧は、将棋棋士の在籍クラス を参照。
| クラス | 定員                 | 本戦出場 (決勝トーナメント)              | 昇級枠 (原則)                           | 降級枠 (原則)                            | 賞金              | (参考)過去の賞金(万円) | (参考)過去の賞金(万円) | (参考)過去の賞金(万円) | 備考                                                                       |
| クラス | 定員                 | 本戦出場 (決勝トーナメント)              | 昇級枠 (原則)                           | 降級枠 (原則)                            | 第33期以降 (万円) | 第30期- 第32期         | 第24期- 第29期         | 第23期 まで            | 備考                                                                       |
| 1組    | 16名                 | 5名 （優勝者、準優勝者、 3位、4位、5位） | －                                      | 4名【0勝2敗】 (5位決定戦1回戦 敗退者)    | 優勝470 準優勝116 | 優勝460 準優勝115      | 優勝450 準優勝110      | 優勝360 準優勝90       | 18期までの本戦出場枠は4名 (優勝者、準優勝者、3位2名) 18期までの降級枠は3名 |
| 2組    | 16名                 | 2名 （優勝者、準優勝者）                 | 4名 （決勝進出者 2名、 および 3位 2名） | 4名【0勝2敗】 (昇級者決定戦1回戦 敗退者) | 優勝366 準優勝94  | 優勝360 準優勝93       | 優勝350 準優勝90       | 優勝280 準優勝70       | 18期までの昇降級枠は3名                                                    |
| 3組    | 16名                 | 1名 （優勝者）                           | 4名 （同上）                            | 4名【0勝2敗】 (同上)                     | 優勝261 準優勝63  | 優勝260 準優勝62       | 優勝250 準優勝60       | 優勝200 準優勝50       | 18期までの本戦出場枠は2名 (優勝者、準優勝者) 18期までの昇降級枠は3名       |
| 4組    | 32名                 | 1名 （優勝者）                           | 4名 （同上）                            | 4名【0勝3敗】 (残留決定戦 敗者)          | 優勝209 準優勝53  | 優勝205 準優勝52       | 優勝200 準優勝50       | 優勝160 準優勝40       | 18期までの昇級枠は3名                                                      |
| 5組    | 32名                 | 1名 （優勝者）                           | 4名 （同上）                            | 4名【0勝3敗】 (同上)                     | 優勝157 準優勝42  | 優勝155 準優勝41       | 優勝150 準優勝40       | 優勝120 準優勝30       |                                                                            |
| 6組    | 1-5組以外の 現役棋士 | 1名 （優勝者）                           | 4名 （同上）                            | －                                       | 優勝94 準優勝21   | 優勝93 準優勝20        | 優勝90 準優勝20        | 優勝70 準優勝17        | 女流枠4名 奨励会員枠1名 アマチュア枠4名                                    |

竜王戦の各組とも原則として、1敗の時点では敗退とならず、2敗するまでは昇級(1組は本戦出場)の可能性が残るシステムになっている。また、ランキング戦で勝利した者は降級対象とはならず残留以上が決まる。ランキング戦1回戦で敗れた棋士であっても、昇級者決定戦（出場者決定戦）で1勝すると、原則として残留以上が決まる（5名降級の場合を除く）。
各期ランキング戦の組み合わせは、前期までの竜王戦の成績によって順位づけられた非公表の順位によって、上位者と下位者が対戦するよう組み合わせられる。また、前期降級者4名は当人同士が準決勝まで当たらないよう、ランキング戦トーナメントのブロック端側にそれぞれ配置される。
各組のランキング戦において決勝戦まで勝ち抜いた者を優勝（1位）、決勝戦の敗者を2位として、1位と2位の2名は昇級者となる。
また、1-6組各組の優勝者および1組2位・2組2位は本戦進出となる。

### 出場者決定戦・昇級者決定戦・残留決定戦
ランキング戦の準決勝までに敗れた棋士（女流枠、アマチュア枠、奨励会員枠の出場者を除く）は、変則パラマストーナメント形式で行われる敗者復活の昇級者決定戦（1組は本戦への「出場者決定戦」）に回る。ここで敗れて2敗目を喫した者は、当該期における昇級（1組では本戦出場）の権利がなくなる（2敗失格制）。
昇級者決定戦（出場者決定戦）における対戦・組合せは、ランキング戦敗退時点で原則として自動的に決定する（6組ランキング戦1-2回戦敗退者を除く）。
1組の「出場者決定戦」は、ランキング戦での敗退時点により3位-5位決定戦の3つのグループに分かれる、ランキング戦の準決勝敗退者2名は3位決定戦へと回り、ランキング戦2回戦の敗者4名は4位決定戦、1回戦の敗者8名は5位決定戦にそれぞれ回る。それぞれのトーナメントを勝ち抜いた3位-5位の3名は本戦に進出となる。
2組から6組で行なわれる「昇級者決定戦」は2つのブロックに分けて行われ、ブロックを勝ち抜いた2名が3位として昇級者となる。
このように、本戦出場者・昇級者はいずれも、ランキング戦・昇級者決定戦を通じた全勝者か1敗だけの者となる「2敗失格制」が竜王戦の特徴であり、ランキング戦・昇級者決定戦の両方で敗れた出場者は昇級（1組では本戦出場）の権利を失い、当該クラスに残留となる（成績下位者を除く）。
「2敗失格制」による敗退者のうち、当該期が0勝の全敗者（原則、1-3組では0勝2敗、4-5組では0勝3敗）は成績下位者として降級となる。降級者は原則として以下のように決定される。
- 1-5組のランキング戦の1回戦の敗者は「昇級者決定戦」（1組は「出場者決定戦」）の1回戦に回る。
- 1組の「5位出場者決定戦1回戦」、2組と3組の「昇級者決定戦1回戦」での敗者各4名は、降級者（当該年度成績「0勝2敗」）となる。
- 4組と5組の「昇級者決定戦1回戦」での敗者各8名は、更に「残留決定戦」へ回り、この「残留決定戦」の敗者4名が降級者（当年度成績「0勝3敗」）となる。

昇級は原則として一つ上のクラスに上がり、降級は一つ下のクラスに下がる。例外として、2組以下のクラスへの昇級予定者が七番勝負挑戦者となる場合は、挑戦者に決まった時点で1組への一足飛びでの昇級となる。
出場者決定戦
「出場者決定戦」は1組でのみ行われ、本戦への出場者となる1組の3位、4位、5位を決定する。
- 1組の3位決定戦は、ランキング戦準決勝の敗者2名で行い、勝者が1組3位となる。
- 1組の4位決定戦は、ランキング戦2回戦の敗者4名によるトーナメントで、勝ち抜いた1名が1組4位となる。
- 1組の5位決定戦は、ランキング戦1回戦の敗者8名によるトーナメントで、勝ち抜いた1名が1組5位となる。
  - このように1組の3-5位決定戦の決勝での敗者は本戦に出場できない（2敗失格制）。
  - 1組の「3位決定戦」で敗れて2敗目を喫した者は失格となり4位とはならない。同様に「4位決定戦」で敗れて2敗目を喫した者は失格となり5位とはならない。
- 1組の5位決定戦1回戦（兼 残留決定戦）敗退者4名は、2組へ降級する。
  - 第19-26期では、3組以下から挑戦者が出た場合の1組からの降級者は5名とし、5位決定戦2回戦敗者2名で残留決定戦を行うとしていた[34][注 7][注 11]。しかし、当該期間に3組以下からの挑戦者は出ず第19-26期においては残留決定戦は行われなかった。
- 1組本戦出場枠が4枠であった第18期までの出場者決定戦は、現行の2-3組の昇級者決定戦と同じ方式で行なわれており、1組3位の2名が本戦進出となっていた。

昇級者決定戦
「昇級者決定戦」（「昇決」と省略表記の場合あり）は2組以下の各組で行われる。原則として一つ上のクラスへ次期昇級する3位2名を決定するために、2つのブロックに分かれて変則トーナメントを行い、各ブロック決勝（3位決定戦）の勝者2名が共に3位となる。昇級枠が「5枠」の場合には3位決定戦の敗者2名による「5位決定戦」を追加実施する。
- 「昇級者決定戦」を勝ち抜いた各組2名は昇級する。なお、「昇級者決定戦」はランキング戦でより上位で敗退した棋士ほど有利なトーナメントとなっている。ランキング戦1回戦で敗れた棋士は「昇決」では最も低い位置（1回戦）からの出場となる。一方、ランキング戦準決勝で敗れた各組2名は「昇決」の決勝（3位決定戦）にシードされ、「昇決」では1局だけ行い1勝のみで昇級できる。
- 2組・3組「昇級者決定戦」の1回戦（兼 降級者決定戦）を戦う8名（各組A-H）のうち、1回戦に敗れた4名は降級する。
  - 第19-26期では、4組以下から挑戦者が出た場合の2組からの降級者は5名とし、「昇決」2回戦の敗者2名で残留決定戦を行うとしていた[34][注 11]。しかし、当該期間に3組以下からの挑戦者は出ずに残留決定戦は行われなかった。
- 4組・5組「昇級者決定戦」の1回戦で敗れた8名（各組「イロハ…トチ」）は、残留決定戦に回る。
- 「昇級者決定戦」の組合せは、ランキング戦における敗退時点で自動的に決まる。ただし、アマチュア・女流棋士・奨励会員は出場資格がないため、これらの参加者がランキング戦の上位まで勝ち残っている場合は、「昇決」のトーナメントが変則的になるため、「昇決」出場資格がない該当者がランキング戦の戦いを終えるまでは、当該の組では昇級者決定戦の組合せは行われない。
  - 各組の「昇決」は通常、2月下旬から4月ごろには開始されるが、第37期の6組ランキング戦で奨励会員が決勝まで勝ち残ったことにより、同組の「昇決」が異例の6月開始となっている。
- 過去に昇級枠を「3枠」として実施された旧制度においては、2つのブロックトーナメントの勝ち残り同士で「3位決定戦」を行い、勝者1名が3位として昇級者とした。
- フリークラスの年限を満了しての引退が確定し次期竜王戦の出場資格がない棋士であっても、当期の「昇決」には参加可能である。引退が確定した棋士が「昇決」を勝ち抜いて3位になって、他に勝ち残っている棋戦がない場合、現役最終局を白星で飾って引退することとなる（2023年時点で先例は無し）。

残留決定戦
- 残留決定戦は持ち時間は各3時間（チェスクロック方式）で行われる（出場者決定戦・昇級者決定戦を兼ねる場合を除く）。
- 原則として4組・5組でのみ行われる。人数調整が必要な場合等は当該クラス（6組以外）で追加実施される場合がある。
- 4組・5組での残留決定戦は原則、昇級者決定戦1回戦の敗者8名（各組「イロハ…トチ」）を4つの組に分けて一対一で対局を行い、その敗者4名が降級となる。
- 「昇級者決定戦」の項での記述の通り、1-3組では出場者決定戦（昇級者決定戦）の1回戦4局が「残留決定戦」を兼ね、当該対局の敗者4名が降級となる。
- 降級枠が定数4よりも少ない「3枠」の場合には、原則どおりであれば降級となる成績下位4名による残留決定戦を「勝ち残りトーナメント方式」により行い、敗者は降級となり最終勝者は残留となる。
- 降級枠が定数4よりも多い「5枠」の場合には、各組の成績下位4名に加え、追加の降級者1名を決定するための「残留決定戦」が行われる場合がある。
  - 2組・3組では昇級者決定戦1回戦の勝者4名（A-Hのうち4名）のうち、2回戦以降で敗退した者が5人目の降級者となる。同時点で複数名が敗退した場合には敗退者2-4名による追加の「残留決定戦」を「負け残りトーナメント方式」により行い、最終敗者が5人目の降級者となる。
  - 4組・5組では「8名による残留決定戦」の勝者4人（「イロハ…トチ」8名のうち4名）による追加の残留決定戦を「負け残りトーナメント方式」により行い、最終敗者が5人目の降級者となる。
- 1組の参加者が定員16名より1名多い17名となり降級枠が1増の「5枠」の場合には、出場者決定戦「5位決定戦」の初戦の5局（「0回戦」および1回戦）が「残留決定戦」を兼ね、当該対局の敗者5名が降級となる。
- フリークラスの年限を満了しての引退が確定し次期竜王戦の出場資格がない棋士であっても、当期の残留決定戦には参加可能である。引退が確定した棋士が残留決定戦に勝利したとしても次期の出場はならないが、他に勝ち残っている棋戦がない場合、現役最終局を白星で飾って引退することとなる（先例あり、エピソード#有終の美にて後述）。

定員過不足の調整
前述のように3組以下のクラスからの本戦進出者が当期の挑戦者となり次期の1組が定員超過する場合や、1-5組在籍の棋士が引退などの理由で以降の棋戦に不参加となり次期の当該クラスで欠員が出る場合は、昇級者枠または降級者枠を増やして人数の調整が行われる。降級者枠を増やす場合であっても、降級者はランキング戦初戦敗退者の中から選ばれ、ランキング戦で1勝以上した者は降級者にならない。
3組以下のクラスからの本戦進出者が当期の挑戦者になる場合、挑戦者に決まった時点で1組への一足飛びでの昇級が決まる。この場合に人数調整を行わないと、次期の1組では定員から1人超過の17人で行われ、また、挑戦者が昇級予定だったクラスでは本来の定員から1人欠員となる。
- 第17期に4組在籍の渡辺明が挑戦者となったことで、翌第18期では1組で定員超過・3組で定員不足となり、1-2組の降級者が各1人増やされた。
- 第36期に5組在籍の伊藤匠が挑戦者となったことで、翌第37期では1組で定員超過・4組で定員不足となり、1-3組の降級者が各1人増やされた。
- 第20-26期の規定では、3組以下のクラスから出た挑戦者が出た場合、そのクラスよりも上位のクラスにおいては「当期の降級枠」が1名増の5名降級となり、5人目の降級者として5位決定戦(2組以下では昇級者決定戦)の決定戦2回戦の敗者2人で「残留決定戦」を行い、以下同様に人数調整が必要となる組まで順次、降級者枠が追加されるとしていた[注 11][34]。ただし、第19-26期においては3組以下からの挑戦者は出ず、この規定は適用されなかった。

第27期以降では、3組以下のクラスから出た挑戦者が出た場合でも「当期の降級枠」を追加する規定はなくなり、翌期は定員超過もしくは不足の状態で行なった上でその「翌期の昇級者ないし降級者の枠」を増やし、翌々期から本来の定員に戻す形で人数を調整している。
- 5人目の昇級者は、各クラスの3位決定戦敗者2名による「5位決定戦」を行い決定する。
（例：第27期で3組から挑戦者→翌第28期で1組からの降級者1増、第34期で2組から引退者→翌第35期で3組以下からの昇級者1増）
- 5人目の降級者は、各クラスのランキング戦1回戦敗退者のうち、昇級者決定戦での成績下位者が降級該当者となる。複数名が同成績となる場合には「残留決定戦」を行い5人目を決定する。
（例1：第37期2組では、昇級者決定戦1回戦の勝者4名のうち2回戦敗退者が1名のみのため、当該者が5人目の降級者となった。）
（例2：第37期3組では、昇級者決定戦1回戦の勝者4名のうち2回戦敗退者が2名だったため「残留決定戦」を行い、その敗者を5人目の降級者とした。）
（※2-3組：昇級者決定戦1回戦の勝者4名全員が3回戦〈準決勝〉進出の場合は、その4名同士による3回戦〈準決勝〉の敗者2名で「残留決定戦」を行う。）
（※4-5組：昇級者決定戦1回戦敗者8名による「残留決定戦」〈1回戦〉の後、その勝者4名による「残留決定戦」〈追加分〉を行い5人目の降級者を決定する。）
- 欠員が2名以上生じても人数調整は1期につき各組1人分のみとなる[注 12]。
- 第28期では5組在籍のまま引退した淡路仁茂九段の欠員補充として、6組の3位決定戦敗者2名のうちの一人である佐藤慎一五段が、「5位決定戦」を行うことなく第29期に5組在籍扱いとなった。

持ち時間
持ち時間の規定は第36期から一部変更され、ランキング戦・1組の出場者決定戦および2組以下の昇級者決定戦は各5時間（第36期からチェスクロック方式）、残留決定戦は各3時間（チェスクロック方式）で行われる。
第35期までの持ち時間の規定は、ランキング戦・1組の出場者決定戦および2組以下の昇級者決定戦は各5時間（ストップウォッチ方式）で行われていた。
対局料
ランキング戦などの対局料について具体的な金額は非公開だが、システムの概要については過去に田丸昇が自身のブログで明らかにしている。
ランキング戦の対局料は、原則として1組を基準として以下組が下がる毎に「1つ上の組の75%」で算出される。ただ実際の対局料は対局者の段位にも影響され、同じ組でも段位が高いと対局料は高くなる（実際田丸は（八段から九段に）昇段して「2割ほど対局料が増えた」という）。また昇級者決定戦の対局料はランキング戦の80%、残留決定戦は同30%となる。なお女流棋士は一律6組の通常の対局料の75%、奨励会三段は女流棋士の75%（≒6組の通常の対局料の約56%）に減額される。アマチュア選手は持ち時間（竜王戦の場合は5時間）に応じた商品券が支給される。ただし、アマチュアでも勝ち進んで本戦や決勝に進出した場合、棋士と同じ基準で現金が支給されるようである。
また古田靖氏の著書によれば2005年12月2日に行われた第19期竜王戦予選6組1回戦におけるプロアマ双方の対局料、および記録係の手当はそれぞれ瀬川晶司新四段（当時）の対局料が10万円、清水上徹アマ竜王の対局料が商品券5万円、記録係の手当が2万円であった。なお瀬川は同年11月の戦後初のプロ編入試験の合格によりプロ入りし、本局がプロとしての公式戦初戦だった。よって竜王戦は6組所属、フリークラス所属のため順位戦は未参加のため、『最も弱い（対局経験の少ない）四段の竜王戦予選1回戦の対局料が10万円（2005年当時）』となる。

### 在籍期限を満了したフリークラス編入棋士の特例参加
フリークラス規定の在籍期限を満了した棋士は、原則として在籍期限に達した時点で参加している全公式戦の対局終了後に引退となるが、竜王戦については、フリークラス宣言により転出した者を除いたフリークラス編入棋士は、在籍期限を経過しても、以下の要件に該当する場合は当棋戦への継続参加が出来る（2010年7月9日以降）。
- 4組以上の在籍者は、5組へ降級しない限り竜王戦への継続参加ができる。
- 5組在籍者は6組へ降級しない限り2年間の継続参加が出来る。ただし、4組からの降級者については、フリークラス在籍期限経過後の期数がすでに継続参加可能期数として算入されており、例えばフリークラス在籍期限後に4組以上で2期以上指していた棋士が5組に降級したときは即座に引退となる。6組へ降級したら即引退となる。期間内に4組に昇級出来なくても引退となる。
- フリークラス在籍期限満了時点で6組在籍の棋士は、ランキング戦決勝進出や昇級者決定戦を勝ち抜いて5組に昇級した場合、前述の5組在籍者と同条件で継続参加が出来る。昇級者決定戦敗退で5組に昇級出来なければ引退となる。

2010年に制定された規定が初めて適用され、竜王戦に限定した公式戦継続参加が認められた棋士は、第33期で5組残留を維持した藤倉勇樹と桐山清澄（ともに第34期-第35期の2年間）がいる。両者とも規定適用1期目も5組に残留したが、2期目はランキング戦1回戦と昇級者決定戦1回戦で敗れたことで、第36期以降の参加条件である「次期4組昇級」は満たせず、残留決定戦が現役最終局となって引退した。また、第36期開始時点で4組に在籍していた川上猛も、2023年度以降は竜王戦のみの公式戦参加になる。

### 棋士以外の出場者
棋士以外の出場枠数と組合せ
6組には女流棋士枠（第7期に2名枠で新設、第22期より4名）、奨励会員枠（第25期より、年度前期三段リーグ次点者1名）とアマチュア枠（アマチュア竜王戦の上位4名）がある。第20期 - 第32期では前述4名に支部名人 を加えた5名が出場、第33期には支部名人の未出場者2名が出場し計6名のアマチュアが出場している。また、第5期にも5名のアマチュアが出場している。
6組ランキング戦の組合せは、女流棋士4名は4つのブロックに分かれて配置され、女流棋士が全員勝ち進んだ場合でも女流棋士同士の対局は準決勝までは生じない。アマチュアにおいても同様に配置される。また同一ブロック内でも女流棋士とアマチュアは別の山に配置され、女流棋士対アマチュアの対局は準々決勝まで生じない（6組参加人数64人超の場合を除く）。アマチュア枠が5名の場合にはアマチュア同士の対局が準々決勝までは生じないように配置されていた。なお、28期までは1回戦でアマチュア4名と初参加の新四段4名との対局が組まれていたが、29期よりその制約はなくなった。ただし、6組の人数が64名を超える第33期以降では、アマチュアと女流棋士・奨励会員・新四段のいずれかとの対局が先ず1回戦で組まれている。
なお、第24期では女流棋士が絡む6組1回戦の4局が同日一斉対局として行われた。
棋士以外の出場者の昇級条件
6組ランキング戦で5組昇級の条件を満たす成績を挙げた場合、女流棋士・アマチュア・奨励会員であっても5組に昇級することができる。ただし、棋士以外の竜王戦出場者 (女流棋士・アマチュア・奨励会員)は昇級者決定戦に参加できないため、棋士以外が5組に昇級するのはランキング戦決勝進出（6組1位または2位）に限られる。
棋士以外の出場者が5組に昇級した場合、他の棋士と同様にランキング戦に組み込まれる。第37期6組ランキング戦で2位となった奨励会員(三段)は5組昇級となったことで、翌第38期では6組出場の奨励会員(三段)および5組に昇級した奨励会員(三段)、合わせて2名の奨励会員が出場している。アマチュア・女流棋士については前例がないが、奨励会員と同様に扱われる見込み。なお、2組～5組においても、棋士以外は昇級者決定戦に参加できず (ランキング戦を1勝以上しても残留は認められない)、ランキング戦の決勝に進出できなかった場合、次期の出場枠自体を失う。
また、奨励会員・アマチュアが棋戦進行中に四段昇段して棋士となり、四段昇段の後にランキング戦敗退となるケースが考えられるが、四段昇段後のランキング戦敗退者が昇級者決定戦に進むかどうかは、第36期までに前例がなく不明である。
6組ランキング戦決勝に進出し5組昇級を果たした女流・奨励会員・アマチュアは、第37期にて奨励会員枠で出場した山下数毅三段が唯一の事例。山下は第38期にて5組ランキング戦を勝ち抜いて優勝し、いずれも奨励会員として史上初の4組昇級と決勝トーナメント進出を決めている。第38期までのアマチュアの最高成績は4勝1敗、最高位は6組準決勝進出（小山怜央アマ・第34期6組 4勝1敗＝準決勝敗退、水谷創アマ・第36期6組 4勝1敗＝準々決勝敗退）、女流棋士枠出場者の最高成績は4勝1敗、最高位は6組準決勝進出（西山朋佳女流二冠・第33期6組 4勝1敗=準決勝敗退）。また、前述のように奨励会員の最高成績は6組で6勝1敗（山下数毅三段・第37期6組 6勝1敗＝決勝敗退・5組昇級）、5組で5勝0敗（山下数毅三段・第38期5組 5勝0敗＝優勝・4組昇級）、最高位は5組優勝である。
2021年2月に日本将棋連盟から公表された新たな規定では、竜王戦ランキング戦で優勝した女流棋士とアマチュアには（6組優勝に限らず）棋士編入試験の受験資格が与えられ、奨励会三段の者には奨励会三段リーグでの次点1が付与されることになった。竜王戦6組に参加する奨励会員は、各年度前期三段リーグでの次点を獲得した者が主となるため、次点獲得済みの奨励会員が6組で優勝した場合には、同時に四段への昇段（フリークラス編入）資格を得ることになる。規定制定後、第37期の山下数毅三段が6組決勝に進出するも、決勝敗退で次点獲得相当の成績を逃した。
2025年4月に日本将棋連盟から公表された新たな規定では、奨励会三段が5組決勝に進出した（4組に昇級）場合、奨励会三段リーグでの次点1が付与されることになった。これは第38期において、前述の山下三段が5組ランキング準決勝に進出し、4組昇級にあと1勝となった時点で公表された規定で、前述の規定と合わせて、奨励会員の場合はランキング戦で「6組優勝」あるいは「2期連続2位以内（決勝進出）」の場合に「三段リーグの次点1付与」の対象となる。なお、同追加規定における補足説明において、5組準決勝までに敗退した場合は、三段リーグ上位による四段昇段の場合のみ次期竜王戦に6組で参加できるとの説明がなされていることから、ランキング戦5組を準決勝までに敗退かつ四段昇段に至らない場合には、次期竜王戦の出場資格も失うこととなる。規定制定後、前述の山下数毅三段が第38期5組ランキング戦準決勝で山本博志五段に勝利したことで、進行中の三段リーグ18局の対局で降段点回避となる5勝以上の成績達成を条件に次点1の付与とフリークラス編入プロ入りの権利を得ることとなった。

### 決勝トーナメント（本戦）
「決勝トーナメント」を「本戦」とも呼ぶ。
ランキング戦の組と順位により、右図のように位置があらかじめ定められたトーナメントを行う。本戦シードは（第1期以外）一切存在せず、他のタイトルホルダーであろうが前期の番勝負敗者であろうが、ランキング戦を勝ち抜かなければ本戦に出場できない。
現行の制度（第19期以降）では、1組から5名（優勝者/2-5位）、2組から2名（優勝者/2位）、3組以下からはランキング戦優勝者の各1名の計11名が本戦出場となる。同じ組でも順位が高いほど、また、同じ順位でも上の組ほど挑戦者決定戦進出に必要な勝数が少なくなる。1組の優勝者は1勝すれば挑戦者決定戦へ進出できるが、同じ1組でも2位〜4位では2勝、5位では3勝しなければ挑戦者決定戦に進出できない。また、2組2位は挑戦者決定戦に3勝必要で、2組優勝・1組2位より1回多い。また、1-5組の優勝者は挑戦者決定戦進出には組番号と同じ勝数が必要であり、5組と6組の優勝者は挑戦者決定戦への進出には5勝しなければならない。
挑戦者決定戦（本戦決勝）のみ三番勝負で行い、先に2勝したものが挑戦者となる。第1局は振り駒で、どちらが先手か後手か先後を決め、第2局は第1局と先後を逆にし、第3局は再度振り駒で先後を決める。
現行の制度（第19期以降）では、1組の2位と3位は1組優勝者とは挑戦者決定戦まで当たらないようになっているのに対し、1組の4位と5位は1組優勝者に勝たないと挑戦者決定戦に進出できない。これは、1組竜王ランキング戦は早く負けるほど本戦出場者決定戦で当たる相手が弱くなり有利になる側面があるため、わざと早く負けて低位通過を狙う棋士が出てくるのを防ぐためである。1組優勝者と挑戦者決定戦まで当たらない3位以上で通過するためには準決勝まで進出しなければならないが、その準決勝で勝てば2位以上が確定するため、わざと負けるのは意味がないことになる。
本戦の持ち時間は各5時間。ランキング戦でのチェスクロック方式での計時に対し、本戦での計時はストップウォッチ方式で行う。
なお前述のとおり、今期の在籍クラスに関係なく挑戦者は1組へ昇級する。そのため、3組以下の優勝者が挑戦者となる場合、次期の1組は定員より1人多い17人で争われることになる（挑戦者の当初の昇級予定クラスでは欠員が生じる）。

#### 決勝トーナメント（過去の形式）
初期（第2期-第18期）の決勝トーナメントの制度では、1組からは4名（優勝者/2位/3位/3位）、2-3組からは各2名（優勝者/2位）、4-6組はランキング戦優勝者の各1名の計11名により争われた。在籍クラス(組)ごとに挑戦者決定戦進出に必要な勝ち数が決まっており、1組と2組からは順位に関係なく2勝、3組と4組からは3勝、5組と6組からは4勝が必要だった。1組3位として本戦進出する2名が、1組3位の出場枠2つのどちらになるのかは抽選により決定された。
第1期の決勝トーナメントは、第26期十段タイトル保持者（準決勝シード）と永世十段資格者2名（準々決勝シード）の計3名をランキング戦を免除した本戦シード者とし、第2期以降の本戦進出者と同様の11名と合わせた計14名により争われた。決勝を七番勝負、準決勝を挑戦者決定三番勝負とした形式により行われ、2組以上からの出場者及び3組優勝は4回戦からの参加とし、3組2位および4組以下の優勝者はパラマストーナメントにより4回戦進出者を決定した。

### 七番勝負
竜王と本戦を勝ち抜いた棋士が七番勝負を戦う。先に4勝したほうが新たな竜王となる。七番勝負は全国各地の旅館やホテルなどで開催される。第29期以前における第1局は日本国外での対局が行われたことがある（下記）。第30期以降の第1局は前述のとおり、セルリアンタワー能楽堂での部分公開対局が恒例となっている。
持ち時間は各8時間、計時はストップウォッチ方式、1局を2日かけて実施する2日制で行われる。1日目の終わりには封じ手を行い、2日目の開始まで次の手を考えて有利になることがないようにする。
近年は第6局までに決着した場合、竜王が残りの対局会場に予定されていた場所を訪問し、前夜祭の代わりに祝勝会を行うのが恒例になっている。
日本国外での対局
- 0第3期（1990年）フランクフルト（ドイツ）
- 0第4期（1991年）バンコク（タイ）
- 0第5期（1992年）ロンドン（イギリス）
- 0第6期（1993年）シンガポール
- 0第7期（1994年）パリ（フランス）
- 0第8期（1995年）北京（中華人民共和国）
- 0第9期（1996年）ロサンゼルス（アメリカ）
- 第10期（1997年）ゴールドコースト（オーストラリア）
- 第11期（1998年）ニューヨーク（アメリカ）
- 第13期（2000年）上海（中華人民共和国）
- 第15期（2002年）台北（台灣）
- 第17期（2004年）ソウル（韓国）
- 第19期（2006年）サンフランシスコ（アメリカ）
- 第21期（2008年）パリ（フランス）
- 第27期（2014年）ハワイ（アメリカ）

## 竜王戦の規定による昇段
竜王戦の実績に基づく昇段は、現行の規定では次のとおりに定められている。
|           | 現行の昇段規定（2005年11月17日施行/★は改正前からの規定） | 改正前の規定（2005年11月17日廃止）                                                                                                  |
| --------- | --- | --- |
| 五段 昇段 | - 竜王ランキング戦 連続2回昇級 - 竜王ランキング戦 通算3回優勝 | - (四段昇段後) 竜王挑戦 - (四段昇段後) 竜王ランキング戦 連続2回優勝 - (四段昇段後) 竜王ランキング戦 通算3回優勝                     |
| 六段 昇段 | - (五段棋士) 竜王ランキング戦 連続2回昇級 - (五段棋士) 竜王ランキング戦 通算3回優勝 - 竜王戦2組に昇級（四段からの飛び付き昇級可） | - 五段昇段後 竜王挑戦 - 五段昇段後 竜王ランキング戦 連続2回優勝 - 五段昇段後 竜王ランキング戦 通算3回優勝                           |
| 七段 昇段 | - (六段棋士) 竜王ランキング戦 連続2回昇級 - (六段棋士) 竜王ランキング戦 通算3回優勝 - 竜王戦1組に昇級 - 竜王挑戦（五段以下からの飛び付き昇級可）                                                                                                 | - 六段昇段後 竜王挑戦 - 六段昇段後 竜王ランキング戦 連続2回優勝 - 六段昇段後 竜王ランキング戦 通算3回優勝                           |
| 八段 昇段 | ★ 竜王位 1期獲得 | - 竜王位 1期在位 （七段の資格のない場合は七段昇段後1年後に昇段）                                                                    |
| 九段 昇段 | ★ 竜王位 2期獲得 - 通算3期目のタイトルとして竜王獲得 | - 竜王位 2期在位 - 通算3期目のタイトルとして竜王獲得 （八段の資格のない場合は八段昇段後1年後に昇段）                                |
|           | - 原則として、同一年度内に2回以上昇段することはない。（※竜王戦による昇段は除く） - 竜王ランキング戦優勝による昇段については、昇段前の優勝も昇段の条件になる。 - 連続2回昇級における昇段については、降級直後の連続昇級は除外する。(2016年5月追加) | - 原則として、同一年度内に2回以上昇段することはない。 - 竜王ランキング戦優勝による昇段については、 昇段前の優勝も昇段の条件になる。 |

## 歴代七番勝負および本戦出場者
| 0太字0 | ：竜王獲得者（七番勝負勝者） | 0太字永0 | ：永世資格獲得者（七番勝負勝者） |

| ☆0 | ：挑戦権獲得者（七番勝負勝者） | 70 | ：挑戦権獲得者（七番勝負敗者） | 30 | ：挑戦者決定三番勝負の敗者 |

| 1 | 1988 | 島朗 | ○○○○－－－ | 米長邦雄 | 米長邦雄 | ○●○  | 高橋道雄 | 3高橋道雄     | 3高橋道雄     | 3高橋道雄    | 3高橋道雄    | 3高橋道雄    | 3高橋道雄    | 3高橋道雄    | 1            | 3中原誠       | 3中原誠       | 3中原誠      | 3中原誠      | 3中原誠       | 2             | 大山康晴     | 大山康晴     | 大山康晴      | 大山康晴      | 大山康晴      | 0             |               |               |
| 1 | 1988 | 島朗 | ○○○○－－－ | 米長邦雄 | 挑戦者   | 勝敗 | 挑決敗者 | 1組優勝 (4勝) | 1組優勝 (4勝) | 1組2位 (4勝) | 1組2位 (4勝) | 1組3位 (4勝) | 1組3位 (4勝) | 1組3位 (4勝) | 1組3位 (4勝) | 2組優勝 (4勝) | 2組優勝 (4勝) | 2組2位 (4勝) | 2組2位 (4勝) | 3組優勝 (4勝) | 3組優勝 (4勝) | 3組2位 (5勝) | 3組2位 (5勝) | 4組優勝 (6勝) | 4組優勝 (6勝) | 5組優勝 (7勝) | 5組優勝 (7勝) | 6組優勝 (7勝) | 6組優勝 (7勝) |
| 1 | 1988 | 島朗 | ○○○○－－－ | 米長邦雄 | 島朗     | ●○○  | 中原誠   | 桐山          | 0             | 7米長        | 4            | ＿＿ 南      | 0            | 中村修       | 0            | 大内          | 1             | 東           | 1            | 小野修        | 0             | ☆島          | 5            | 羽生          | 1             | 飯野          | 0             | 先崎          | 1             |

| ○ | 千 ○ | ●●●○● |

| 千 ○ | ●○ |

| 千 ○ | ●○ |

| ● | 千 ○ | ○ |

| 千 ○ | ○●●●○○ |

| ○●○●○○－ |

| ○○－ |

| －－－－－－－ |

| ○○－ |

## 各期の昇級者・降級者一覧
| 1組 | 17名参加 (14名の トーナメント) (本戦から3名) (定員16名) | 本戦 準決勝シード              | 01名   | 高橋道雄 (第26期十段・棋王) |
| 1組 | 17名参加 (14名の トーナメント) (本戦から3名) (定員16名) | 本戦 準々決勝シード            | 02名   | 中原誠 (永世十段・名人) 大山康晴 (永世十段・十五世名人) |
| 1組 | 17名参加 (14名の トーナメント) (本戦から3名) (定員16名) | タイトル保持者                 | 05名   | 福崎文吾 (第25期十段) 桐山清澄 (棋聖) / 谷川浩司 (王位) / 塚田泰明 (王座) / 中村修 (王将) |
| 1組 | 17名参加 (14名の トーナメント) (本戦から3名) (定員16名) | 第46期順位戦 A級 (上記以外)    | 06名   | 米長邦雄 / 森雞二 / 南芳一 / 加藤一二三 / 有吉道夫 / 内藤國雄 / 青野照市 |
| 1組 | 17名参加 (14名の トーナメント) (本戦から3名) (定員16名) | 第46期順位戦 B級1組 (上記以外) | 02名   | 二上達也 / 小林健二 |
| 2組 | 定員16名                                                | 第46期順位戦 B級1組 (上記以外) | 10名   | 田丸昇 / 田中寅彦 / 板谷進 / 淡路仁茂 / 西村一義 / 勝浦修 / 石田和雄 / 真部一男 / 前田祐司 / 大内延介 |
| 2組 | 定員16名                                                | 第46期順位戦 B級2組 (上記以外) | 06名   | 田中魁秀 / 森安秀光 / 東和男 / 脇謙二 / 加藤博 / 児玉孝一 |
| 3組 | 定員16名                                                | 第46期順位戦 B級2組 (上記以外) | 14名   | 島朗 / 木村義徳 / 鈴木輝彦 / 桜井昇 / 関根茂 / 佐伯昌優 / 吉田利勝 / 北村昌男 / 宮坂幸雄 / 長谷部久雄 / 小野修一 / 高橋道雄 / 丸田祐三 / 安恵照剛 |
| 3組 | 定員16名                                                | 第46期順位戦 C級1組            | 02名   | 佐藤大五郎 / 佐藤義則 |
| 4組 | 定員32名                                                | 第46期順位戦 C級1組            | 22名   | 西川慶二 / 富岡英作 / 宮田利男 / 土佐浩司 / 山口千嶺 / 坪内利幸 / 神谷広志 / 河口俊彦 / 滝誠一郎 / 武者野勝巳 / 伊藤果 / 富沢幹雄 / 剱持松二 / 木下晃 / 高島弘光 / 山口英夫 / 堀口弘治 / 浦野真彦 / 小野敦生 / 所司和晴 / 室岡克彦 / 野本虎次 |
| 4組 | 定員32名                                                | 第46期順位戦 C級2組            | 10名   | 若松政和 / 佐瀬勇次 / 森下卓 / 飯田弘之 / 阿部隆 / 羽生善治 / 小阪昇 / 泉正樹 / 日浦市郎 / 大島映二 |
| 5組 | 定員32名                                                | 第46期順位戦 C級2組            | 32名   | 松浦隆一 / 中田章道 / 安西勝一 / 有森浩三 / 井上慶太 / 神吉宏充 / 達正光 / 大野八一雄 / 廣津久雄 / 本間博 / 中田宏樹 / 飯野健二 / 加瀬純一 / 伊達康夫 / 永作芳也 / 瀬戸博晴 / 菊地常夫 / 依田有司 / 酒井順吉 / 有野芳人 / 沼春雄 / 武市三郎 / 五十嵐豊一 / 植山悦行 / 関浩 / 桐谷広人 / 伊藤博文 / 森安正幸 / 青木清 / 小林宏 / 田辺一郎 / 木村嘉孝 |
| 6組 | 棋士15名 (人数不定)                                     | 第46期順位戦 C級2組            | 11名   | 大原英二 / 椎橋金司 / 森信雄 / 池田修一 / 中田功 / 石川陽生 / 長沼洋 / 神崎健二 / 村山聖 / 櫛田陽一 / 佐藤康光 |
| 6組 | 棋士15名 (人数不定)                                     | 順位戦陥落者                   | 01名   | 関屋喜代作 |
| 6組 | 棋士15名 (人数不定)                                     | 新四段 0                       | 03名 0 | 森内俊之 / 中川大輔 / 先崎学 （ほか アマチュア4名が参加） |

| 期 | 竜王       | 1組 (定員16)                                                 | 1組 (定員16)            | 2組 (定員16)             | 2組 (定員16)       | 3組 (定員16)             | 3組 (定員16)       | 4組 (定員32)               | 4組 (定員32)            | 5組 (定員32)                    | 5組 (定員32)          | 6組                                 | 6組                                 | 引退ほか                                                         |
| --- | ---------- | ------------------------------------------------------------ | ----------------------- | ------------------------ | ------------------ | ------------------------ | ------------------ | -------------------------- | ----------------------- | ------------------------------- | --------------------- | ----------------------------------- | ----------------------------------- | ---------------------------------------------------------------- |
| 期 | 竜王       | 本戦 出場者                                                  | 降級▼次期2組            | 昇級△次期1組             | 降級▼次期3組       | 昇級△次期2組             | 降級▼次期4組       | 昇級△次期3組               | 降級▼次期5組            | 昇級△次期4組                    | 降級▼次期6組          | 昇級△次期5組                        | 初参加 四段                         | 引退ほか                                                         |
| 1 | ---        | 14名(+本戦シード3名)                                         | 14名(+本戦シード3名)    | 16名                     | 16名               | 16名                     | 16名               | 32名                       | 32名                    | 32名                            | 32名                  | 棋士15名                            | 棋士15名                            | 5名                                                              |
| 1 | ---        | (本戦シード) 高橋道 中原 / 大山1.桐山 2.米長 ★ 3.中村修 3.南 | 塚田泰 青野 小林健      | 1.大内 2.東 3.森安秀     | 淡路 石田和 加藤博 | 1.小野修 2.島 ☆ 3.安恵   | 丸田 佐藤義 (芹沢) | 1.羽生 2.富岡 3.西川慶     | 山口千 富沢 高島弘 野本 | 1.飯野 2.達 3.本間博 3.菊地     | 伊達 瀬戸 桐谷 森安正 | 1.先崎 2.佐藤康 3.神崎 3.森内       | ---                                 | 永作(5組/退会) 廣津(5組) 五十嵐(5組)(死去) 板谷進(2組) 芹沢(3組) |
| 2 | 島朗 ▼     | 17名(超過1)                                                  | 17名(超過1)             | 14名(欠員2)              | 14名(欠員2)        | 16名                     | 16名               | 31名(欠員1)                | 31名(欠員1)             | 29名(欠員3)                     | 29名(欠員3)           | 棋士19名(初4名)                     | 棋士19名(初4名)                     | 1名                                                              |
| 2 | 島朗 ▼     | 1.中原 2.南 3.内藤 3.大山                                    | 桐山 中村修 大内 東     | 1.勝浦 2.田中寅 3.青野   | 小林健 田丸        | 1.羽生 ☆ 2.佐伯 3.淡路   | 吉田利 佐藤大      | 1.森下 2.大島 3.日浦       | 武者野 山口英           | 1.小林宏 2.森内 3.安西 3.佐藤康 | 富沢 沼               | 1.長沼 2.中川 3.村山聖 3.屋敷       | 野田敬三 木下浩一 小倉久史 屋敷伸之 | 伊達(6組)                                                        |
| 3 | 羽生善治 ▼ | 17名(超過1)                                                  | 17名(超過1)             | 15名(欠員1)              | 15名(欠員1)        | 16名                     | 16名               | 32名                       | 32名                    | 29名(欠員3)                     | 29名(欠員3)           | 棋士20名(初4名)                     | 棋士20名(初4名)                     | 4名                                                              |
| 3 | 羽生善治 ▼ | 1.青野 2.中原 3.福崎 3.谷川 ☆                                | 内藤 大山 森 (二上)     | 1.塚田泰 2.脇 3.桐山     | 大内 前田 佐伯     | 1.石田和 2.西川慶 3.田丸 | 木村徳 鈴木輝 北村 | 1.佐藤康 2.神谷 3.土佐     | 若松 飯田 菊地 (佐瀬)   | 1.有森 2.屋敷 3.関 3.村山聖     | 高島弘 田辺           | 1.畠山成 2.畠山鎮 3.中田功 3.高田尚 | 藤原直哉 高田尚平 畠山鎮 畠山成幸   | 二上(1組) 加藤博(3組) 佐瀬(4組) 大原(6組)                        |
| 4 | 谷川浩司   | 16名                                                         | 16名                    | 15名(欠員1)              | 15名(欠員1)        | 15名(欠員1)              | 15名(欠員1)        | 32名                       | 32名                    | 30名(欠員2)                     | 30名(欠員2)           | 棋士21名(初4名)                     | 棋士21名(初4名)                     | 3名                                                              |
| 4 | 谷川浩司   | 1.島 2.福崎 3.塚田泰 3.勝浦                                  | 羽生 青野 加藤一        | 1.児玉 2.石田和 3.大山   | 田中魁 淡路        | 1.森下 ★ 2.日浦 3.佐藤康 | 宮坂 富岡          | 1.小林宏 2.村山聖 3.伊藤果 | 北村 吉田利             | 1.畠山鎮 2.中川 3.先崎 3.神崎   | (なし)                | 1.丸山 2.藤原 3.石川陽 3.木下浩     | 丸山忠久 郷田真隆 佐藤秀司 杉本昌隆 | 木村徳(4組) 木村嘉(5組) 有野(5組)                                |
| 5 | 谷川浩司 ▼ | 17名(超過1)                                                  | 17名(超過1)             | 15名(欠員1)              | 15名(欠員1)        | 15名(欠員1)              | 15名(欠員1)        | 32名                       | 32名                    | 30名(欠員2)                     | 30名(欠員2)           | 棋士21名(初4名)                     | 棋士21名(初4名)                     | 2名                                                              |
| 5 | 谷川浩司 ▼ | 1.脇 2.米長 3.高橋道 3.中原                                  | 塚田泰 勝浦 児玉 石田和 | 1.羽生 ☆ 2.佐藤康 3.青野 | 内藤 東 田丸       | 1.村山聖 2.神谷 3.淡路   | 佐伯 関根          | 1.泉 2.浦野 3.屋敷         | 丸田 飯野 本間博        | 1.藤原 2.高田尚 3.中田宏 3.丸山 | 野本                  | 1.深浦 2.藤井猛 3.平藤 3.豊川       | 藤井猛 平藤眞吾 豊川孝弘 深浦康市   | 吉田利(5組)(死去) 大山(1組)                                      |
| 6 | 羽生善治 ▼ | 15名(欠員1)                                                  | 15名(欠員1)             | 16名                     | 16名               | 16名                     | 16名               | 32名                       | 32名                    | 30名(欠員1/休場1)               | 30名(欠員1/休場1)     | 棋士21名(初4名/休場1)               | 棋士21名(初4名/休場1)               | 3名                                                              |
| 6 | 羽生善治 ▼ | 1.島 2.佐藤康☆ 3.南 3.谷川                                   | 脇 有吉                 | 1.塚田泰 2.勝浦 3.神谷   | 加藤一 西村        | 1.大内 2.内藤 3.伊藤果   | 大島 (長谷久)      | 1.森内 2.畠山鎮 3.先崎     | 佐伯 藤原               | 1.井上 2.石川陽 3.藤井猛 3.豊川 | 武者野 山口千         | 1.真田 2.小倉 3.佐藤秀 3.三浦       | 真田圭一 飯塚祐紀 三浦弘行 伊藤能   | 長谷久(3組)(死去) 小野敦(4組)(休場) 飯田(5組) 富沢(6組)          |
| 7 | 佐藤康光 ▼ | 16名                                                         | 16名                    | 16名                     | 16名               | 16名                     | 16名               | 31名(欠員1)                | 31名(欠員1)             | 31名(欠員1)                     | 31名(欠員1)           | 棋士23名(初4名/休場1)               | 棋士23名(初4名/休場1)               | 4名                                                              |
| 7 | 佐藤康光 ▼ | 1.高橋道 2.南 3.米長 3.羽生 ☆                                | 勝浦 神谷               | 1.村山聖 2.中村修 3.脇   | 有吉 西川慶 日浦   | 1.森内 2.屋敷 3.先崎     | 田丸 田中魁 土佐   | 1.中田宏 2.豊川 3.中川     | 宮坂 佐藤大 安西        | 1.深浦 2.植山 3.畠山成 3.真田   | 菊地 山口英           | 1.行方 2.杉本昌 3.郷田 3.久保       | 川上猛 久保利明 行方尚史 岡崎洋     | 北村昌(5組) 関屋(6組) 富沢(6組休場)(死去) 森安秀(1組)            |
| 8 | 羽生善治   | 16名                                                         | 16名                    | 15名(欠員1)              | 15名(欠員1)        | 16名                     | 16名               | 32名                       | 32名                    | 30名(欠員1/休場1)               | 30名(欠員1/休場1)     | 棋士24名(初4名)                     | 棋士24名(初4名)                     | -名                                                              |
| 8 | 羽生善治   | 1.中原 2.森下 3.谷川 3.佐藤康★                               | 桐山 青野 中村修        | 1.先崎 2.小野修 3.伊藤果 | 淡路 大内          | 1.日浦 2.西村 3.中田宏   | 前田 小林宏        | 1.阿部隆 2.丸山 3.土佐     | 関根 滝 関              | 1.行方 2.郷田 3.佐藤秀 3.久保   | 藤原 若松             | 1.鈴木大 2.飯塚 3.沼 3.窪田         | 窪田義行 北浜健介 矢倉規広 鈴木大介 | (休場) 飯田(5組)                                                 |
| 9 | 羽生善治 ▼ | 16名                                                         | 16名                    | 16名                     | 16名               | 16名                     | 16名               | 32名                       | 32名                    | 31名(休場1)                     | 31名(休場1)           | 棋士26名(初4名)                     | 棋士26名(初4名)                     | 3名                                                              |
| 9 | 羽生善治 ▼ | 1.高橋道 2.谷川 ☆ 3.佐藤康 3.南                              | 中原 先崎 小野修        | 1.森内 2.日浦 3.中村修   | 児玉 安恵 内藤     | 1.丸山 2.浦野 3.中川     | 東 桜井 泉         | 1.井上 2.畠山成 3.行方     | 田丸 木下晃 有森 石川陽 | 1.飯塚 2.窪田 3.杉本昌 3.鈴木大 | 関根 滝 青木          | 1.川上 2.桐谷 3.勝又 3.松本         | 北島忠雄 勝又清和 松本佳介 田村康介 | 丸田(5組) 佐藤大(5組)(以降休場) 飯田(5組)                        |
| 10 | 谷川浩司   | 16名                                                         | 16名                    | 16名                     | 16名               | 16名                     | 16名               | 32名                       | 32名                    | 29名(欠員2/休場1)               | 29名(欠員2/休場1)     | 棋士28名(初4名/休場1)               | 棋士28名(初4名/休場1)               | 1名                                                              |
| 10 | 谷川浩司   | 1.塚田泰 2.佐藤康 3.脇 3.森内                                | 福崎 伊藤果 中村修      | 1.屋敷 2.先崎 3.中川     | 小野修 神谷 西村   | 1.行方 2.阿部隆 3.加藤一 | 児玉 内藤 小林健   | 1.真田 ★ 2.鈴木大 3.郷田   | 大島 鈴木輝 坪内 剱持   | 1.松本 2.中田功 3.宮坂 3.平藤   | 関 桐谷               | 1.近藤正 2.野月 3.岡崎 3.堀口一     | 堀口一史座 中座真 近藤正和 野月浩貴 | (休場) 有森(5組) 櫛田(6組)(死去) 高島弘(6組)                     |
| ☆★:挑戦者(☆:竜王奪取) / 下線:本戦出場者(2-6組) / 昇級者の数字は各組の成績順位(1位は組優勝者) / 人数は棋士のみ |            |                                                              |                         |                          |                    |                          |                    |                            |                         |                                 |                       |                                     |                                     |                                                                  |

| 期 | 竜王       | 1組 (定員16)                              | 1組 (定員16)            | 2組 (定員16)                    | 2組 (定員16)              | 3組 (定員16)                  | 3組 (定員16)          | 4組 (定員32)                      | 4組 (定員32)              | 5組 (定員32)                           | 5組 (定員32)                | 6組                                 | 6組                                          | 引退ほか                                                              |
| --- | ---------- | ----------------------------------------- | ----------------------- | ------------------------------- | ------------------------- | ----------------------------- | --------------------- | --------------------------------- | ------------------------- | -------------------------------------- | --------------------------- | ----------------------------------- | -------------------------------------------- | --------------------------------------------------------------------- |
| 期 | 竜王       | 本戦 出場者                               | 降級▼次期2組            | 昇級△次期1組                    | 降級▼次期3組              | 昇級△次期2組                  | 降級▼次期4組          | 昇級△次期3組                      | 降級▼次期5組              | 昇級△次期4組                           | 降級▼次期6組                | 昇級△次期5組                        | 初参加 棋士                                  | 引退ほか                                                              |
| 11 | 谷川浩司 ▼ | 17名 (超過+1)                             | 17名 (超過+1)           | 16名                            | 16名                      | 15名 (欠員 1)                 | 15名 (欠員 1)         | 32名                              | 32名                      | 32名                                   | 32名                        | 棋士30名 (初4名)                    | 棋士30名 (初4名)                             | 1名                                                                   |
| 11 | 谷川浩司 ▼ | 1.南 2.羽生 3.屋敷 3.高橋道               | 脇 米長 島 田中寅       | 1.丸山 2.森雞 3.中村            | 伊藤果 石田和 行方        | 1.郷田 2.鈴木大 3.西村        | 安恵 大内 有吉        | 1.藤井猛☆ 2.深浦 3.富岡           | 泉 宮田利 河口 中田功     | 1.大野八 2.有森 3.三浦 3.川上          | 剱持 木下晃 安西 松浦隆     | 1.北島 2.小林裕 3.中座 3.木村一     | 木村一基 小林裕士 佐藤紳哉 増田裕司          | (死去) 村山聖(1組)                                                    |
| 12 | 藤井猛     | 16名                                      | 16名                    | 17名 (超過+1)                   | 17名 (超過+1)             | 14名 (欠員 2)                 | 14名 (欠員 2)         | 32名                              | 32名                      | 32名                                   | 32名                        | 棋士35名 (初5名)                    | 棋士35名 (初5名)                             | 2名                                                                   |
| 12 | 藤井猛     | 1.森内 2.佐藤康 3.丸山 3.谷川             | 屋敷 塚田泰 先崎        | 1.郷田 2.鈴木大★ 3.中原         | 脇 青野 中田宏 加藤一     | 1.井上 2.畠山鎮 3.行方        | 神谷 豊川             | 1.久保 2.松本 3.大内              | 小林宏 植山 大野八        | 1.木下浩 2.岡崎 3.小林裕 3.木村一      | 鈴木輝 酒井 沼              | 1.佐藤紳 2.松浦隆 3.藤原 3.山本真   | 髙野秀行 山崎隆之 伊奈祐介 山本真也 中尾敏之 | 宮坂(4組) 田辺(6組)                                                   |
| 13 | 藤井猛     | 16名                                      | 16名                    | 16名                            | 16名                      | 16名                          | 16名                  | 31名 (欠員 1)                     | 31名 (欠員 1)             | 32名                                   | 32名                        | 棋士37名 (初4名)                    | 棋士37名 (初4名)                             | 6名                                                                   |
| 13 | 藤井猛     | 1.中原 2.羽生 ★ 3.谷川 3.佐藤康           | 高橋道 真田 森雞        | 1.屋敷 2.米長 3.行方            | 福崎 勝浦 西村            | 1.畠山成 2.青野 3.深浦        | 加藤一 土佐 大内      | 1.三浦 2.飯塚 3.豊川              | 児玉 佐藤義 室岡          | 1.山本真 2.長沼 3.野月 3.堀口一        | 坪内 佐伯 中田章            | 1.田村 2.沼 3.北浜 3.矢倉           | 松尾歩 金沢孝史 阿久津主税 安用寺孝功        | 木下晃(6組) 剱持(6組) 若松(6組) 池田(6組) 青木(6組) 瀬戸(6組)         |
| 14 | 藤井猛 ▼   | 16名                                      | 16名                    | 16名                            | 16名                      | 16名                          | 16名                  | 32名                              | 32名                      | 32名                                   | 32名                        | 棋士34名 (初4名)                    | 棋士34名 (初4名)                             | 1名                                                                   |
| 14 | 藤井猛 ▼   | 1.谷川 2.中村修 3.羽生 ☆ 3.郷田           | 鈴木大 日浦 米長        | 1.井上 2.畠山鎮 3.高橋道        | 森雞 塚田泰 田中寅        | 1.富岡 2.脇 3.伊藤果          | 勝浦 西村 飯塚        | 1.木村一 2.杉本昌 3.岡崎          | 窪田 有森 長沼 (安恵)     | 1.北島 2.近藤正 3.佐藤紳 3.田村        | 小林宏 石川陽 藤原 沼       | 1.伊奈 2.松尾 3.山崎 3.渡辺明       | 渡辺明 飯島栄治 千葉幸生 上野裕和            | 安恵(4組)                                                             |
| 15 | 羽生善治   | 16名                                      | 16名                    | 16名                            | 16名                      | 16名                          | 16名                  | 32名                              | 32名                      | 31名 (欠員 1)                          | 31名 (欠員 1)               | 棋士38名 (初4名)                    | 棋士38名 (初4名)                             | 5名                                                                   |
| 15 | 羽生善治   | 1.森下 2.藤井猛 3.佐藤康 3.森内           | 中原 中川 井上          | 1.阿部隆★ 2.真田 3.鈴木大       | 真部 脇 伊藤果            | 1.木村一 2.中田宏 3.三浦      | 小野修 松本 豊川      | 1.野月 2.所司 3.高田尚            | 勝浦 加藤一 大内 小阪     | 1.松尾 2.泉 3.長沼 3.渡辺明            | 児玉 佐藤義 (河口)          | 1.宮田敦 2.阿久津 3.橋本崇 3.佐々慎 | 橋本崇載 佐々木慎 宮田敦史 村田智弘          | 河口(5組) 椎橋(6組) 山口英(6組) 佐伯(6組) 関根(6組)                   |
| 16 | 羽生善治 ▼ | 16名                                      | 16名                    | 16名                            | 16名                      | 16名                          | 16名                  | 32名                              | 32名                      | 32名                                   | 32名                        | 棋士36名 (初4名)                    | 棋士36名 (初4名)                             | 3名                                                                   |
| 16 | 羽生善治 ▼ | 1.佐藤康 2.谷川 3.中村修 3.森内 ☆         | 阿部隆 南 真田          | 1.木村一 2.中原 3.三浦          | 浦野 深浦 (米長)          | 1.杉本昌 2.久保 3.福崎        | 塚田泰 田中寅 所司    | 1.北島 2.神谷 3.小林健            | 西村 東 佐藤秀 長沼       | 1.山崎 2.加藤一 3.阿久津 3.橋本崇      | 大野八 宮田利 武市 (本間博) | 1.髙野 2.飯島 3.森信 3.中尾         | 大平武洋 熊坂学 藤倉勇樹 横山泰明            | 米長(2組) 本間博(5組) 山口千(6組)                                     |
| 17 | 森内俊之 ▼ | 16名                                      | 16名                    | 16名                            | 16名                      | 15名 (欠員 1)                 | 15名 (欠員 1)         | 32名                              | 32名                      | 32名                                   | 32名                        | 棋士37名 (初4名)                    | 棋士37名 (初4名)                             | 3名                                                                   |
| 17 | 森内俊之 ▼ | 1.谷川 2.森下 3.屋敷 3.羽生               | 中村修 畠山鎮 高橋道    | 1.先崎 2.杉本昌 3.日浦          | 真田 島 畠山成            | 1.神谷 2.森雞 3.深浦          | 石田和 高田尚         | 1.渡辺明☆ 2.塚田泰 3.橋本崇       | 小野修 木下浩 田村        | 1.矢倉 2.勝又 3.宮田敦 3.中尾          | 有森 田丸 松浦隆            | 1.西尾 2.増田裕 3.安用寺 3.横山泰   | 島本亮 西尾明 村山慈明 佐藤和俊              | 鈴木輝(6組) 中田章(6組) 森安正(6組)                                   |
| 18 | 渡辺明     | 17名 (超過+1)                             | 17名 (超過+1)           | 16名                            | 16名                      | 15名 (欠員 1)                 | 15名 (欠員 1)         | 32名                              | 32名                      | 32名                                   | 32名                        | 棋士36名 (初4名/休場1)              | 棋士36名 (初4名/休場1)                       | -名                                                                   |
| 18 | 渡辺明     | 1.三浦 2.森内 3.木村一★ 3.行方            | 谷川 森下 鈴木大 日浦   | 1.阿部隆 2.中村修 3.畠山鎮      | 桐山 富岡 福崎 森雞       | 1.塚田泰 2.島 3.橋本崇        | 真部 伊藤果 淡路      | 1.川上 2.松尾 3.山崎              | 土佐 田中魁 達 堀口一     | 1.増田裕 2.佐々慎 3.佐藤秀 3.北浜      | 西村 勝浦 中田功 依田       | 1.片上 2.村田智 3.大平 3.佐藤和     | 片上大輔 中村亮介 村中秀史 阪口悟            | ---(休場) 有森(6組)                                                   |
| 19 | 渡辺明     | 16名                                      | 16名                    | 16名                            | 16名                      | 16名                          | 16名                  | 32名                              | 32名                      | 32名                                   | 32名                        | 棋士40名 (初5名/休場1/出場停止1)    | 棋士40名 (初5名/休場1/出場停止1)             | 2名                                                                   |
| 19 | 渡辺明     | 1.丸山 2.森内 3.佐藤康★ 4.畠山鎮 5.杉本昌 | 三浦 行方 先崎 中村修   | 1.森下 2.鈴木大 3.谷川 3.橋本崇 | 日浦 南 久保 神谷         | 1.松尾 2.小林健 3.富岡 3.山崎 | 畠山成 浦野 岡崎 川上 | 1.佐藤紳 2.山本真 3.平藤 3.阿久津 | 淡路 石田和 所司 有吉     | 1.中座 2.田村 3.片上 3.大平            | 田中魁 達 加瀬 小倉         | 1.中村亮 2.村山慈 3.藤倉 3.島本     | 広瀬章人 長岡裕也 髙崎一生 遠山雄亮 瀬川晶司 | 西村(6組) 酒井(6組)(休場) 有森(6組)(出場停止) 金沢(6組)               |
| 20 | 渡辺明     | 16名                                      | 16名                    | 16名                            | 16名                      | 16名                          | 16名                  | 32名                              | 32名                      | 32名                                   | 32名                        | 棋士43名 (初4名/休場1)              | 棋士43名 (初4名/休場1)                       | 5名                                                                   |
| 20 | 渡辺明     | 1.木村一 2.佐藤康★ 3.羽生 4.中原 5.谷川   | 畠山鎮 屋敷 藤井猛 森下 | 1.深浦 2.富岡 3.三浦 3.松尾     | 中村修 青野 中田宏 塚田泰 | 1.久保 2.桐山 3.神谷 3.真田   | 日浦 福崎 山本真 平藤 | 1.片上 2.高田尚 3.北浜 3.中座     | 伊藤果 松本 堀口弘 宮田敦 | 1.伊奈 2.飯島 3.堀口一 3.西尾 5.村田智 | 所司 植山 伊藤博 島本       | 1.戸辺 2.遠山 3.阪口 3.糸谷 5.小倉  | 糸谷哲郎 中村太地 戸辺誠 佐藤天彦            | 桜井(4組) 小野修(5組) 桐谷(6組) 関(6組)(死去) 達(6組)(休場) 有森(6組) |
| ☆★:挑戦者(☆:竜王奪取) / 下線:本戦出場者 / 昇級者の数字は各組の成績順位(1位は組優勝者) / 人数は棋士のみ |            |                                           |                         |                                 |                           |                               |                       |                                   |                           |                                        |                             |                                     |                                              |                                                                       |

| 期 | 竜王       | 1組 (定員16)                             | 1組 (定員16)              | 2組 (定員16)                        | 2組 (定員16)              | 3組 (定員16)                      | 3組 (定員16)              | 4組 (定員32)                           | 4組 (定員32)            | 5組 (定員32)                             | 5組 (定員32)                | 6組                                        | 6組                                            | 引退ほか                                                                  |
| --- | ---------- | ---------------------------------------- | ------------------------- | ----------------------------------- | ------------------------- | --------------------------------- | ------------------------- | -------------------------------------- | ----------------------- | ---------------------------------------- | --------------------------- | ------------------------------------------ | ---------------------------------------------- | ------------------------------------------------------------------------- |
| 期 | 竜王       | 本戦 出場者                              | 降級▼次期2組              | 昇級△次期1組                        | 降級▼次期3組              | 昇級△次期2組                      | 降級▼次期4組              | 昇級△次期3組                           | 降級▼次期5組            | 昇級△次期4組                             | 降級▼次期6組                | 昇級△次期5組                               | 初参加 棋士                                    | 引退ほか                                                                  |
| 21 | 渡辺明     | 16名                                     | 16名                      | 16名                                | 16名                      | 16名                              | 16名                      | 31名 (休場→欠員1)                      | 31名 (休場→欠員1)       | 30名 (休場1,欠員1)                       | 30名 (休場1,欠員1)          | 棋士45名 (初5名)                           | 棋士45名 (初5名)                               | 3名                                                                       |
| 21 | 渡辺明     | 1.丸山 2.木村一 3.郷田 4.深浦 5.羽生 ★   | 谷川 森内 富岡 三浦       | 1.山崎 2.久保 3.先崎 3.高橋道       | 畠山鎮 行方 島 神谷       | 1.阿久津 2.中村修 3.北浜 3.佐藤紳 | 中田宏 塚田泰 脇 西川慶   | 1.増田裕 2.伊奈 3.村田智 3.飯島        | 前田 神崎 加藤一 大平   | 1.糸谷 2.中村亮 3.横山泰 3.村山慈 5.長沼 | 伊藤果 小阪 大島 森信       | 1.豊島 2.及川 3.村中 3.高崎 5.佐藤天       | 豊島将之 金井恒太 伊藤真吾 村田顕弘 及川拓馬   | 菊地(6組) 加瀬(6組)(死去) 真部(4組)(休場) 宮田敦(5組)                     |
| 22 | 渡辺明     | 15名 (休場→欠員1)                        | 15名 (休場→欠員1)         | 16名                                | 16名                      | 16名                              | 16名                      | 32名                                   | 32名                    | 31名 (欠員 1)                            | 31名 (欠員 1)               | 棋士47名 (初5名)                           | 棋士47名 (初5名)                               | 3名                                                                       |
| 22 | 渡辺明     | 1.深浦 2.羽生 3.高橋道 4.久保 5.松尾     | 木村一 山崎 先崎          | 1.森内 ★ 2.森下 3.谷川 3.井上       | 屋敷 小林健 阿久津 中村修 | 1.片上 2.北島 3.行方 3.島 5.飯島  | 神谷 南 森雞 村田智       | 1.田中寅 2.中田宏 3.西尾 3.糸谷 5.矢倉 | 西川慶 浦野 泉 田村     | 1.豊島 2.佐藤天 3.佐藤和 3.村中          | 土佐 室岡 飯野 神吉         | 1.稲葉 2.長岡 3.村田顕 3.田中悠 5.広瀬     | 稲葉陽 田中悠一 佐藤慎一 西川和宏 渡辺正和     | 中原(1組) 坪内(6組) 沼(6組)                                               |
| 23 | 渡辺明     | 16名                                     | 16名                      | 16名                                | 16名                      | 16名                              | 16名                      | 31名 (欠員 1)                          | 31名 (欠員 1)           | 32名                                     | 32名                        | 棋士48名 (初4名)                           | 棋士48名 (初4名)                               | 4名                                                                       |
| 23 | 渡辺明     | 1.丸山 2.松尾 3.羽生 ★ 4.久保 5.郷田     | 鈴木大 橋本崇 谷川 井上   | 1.藤井猛 2.三浦 3.木村一 3.飯島     | 富岡 佐藤紳 片上 北島     | 1.阿久津 2.中座 3.畠山鎮 3.野月   | 小林健 青野 高田尚 中田宏 | 1.村山慈 2.小林裕 3.飯塚 3.佐藤天      | 村田智 脇 岡崎 村中     | 1.戸辺 2.神崎 3.田村 3.広瀬 5.長岡       | 西川慶 加藤一 石田和 木下浩 | 1.中村太 2.阿部健 3.熊坂 3.澤田 5.千葉     | 澤田真吾 大石直嗣 永瀬拓矢 阿部健治郎          | 有吉(5組) 大内(5組) 小阪(6組) 依田(6組)                                   |
| 24 | 渡辺明     | 16名                                     | 16名                      | 16名                                | 16名                      | 16名                              | 16名                      | 32名                                   | 32名                    | 30名 (欠員 2)                            | 30名 (欠員 2)               | 棋士49名 (初4名)                           | 棋士49名 (初4名)                               | 6名                                                                       |
| 24 | 渡辺明     | 1.丸山 ★ 2.久保 3.羽生 4.深浦 5.佐藤康   | 松尾 杉本昌 森下 藤井猛   | 1.橋本崇 2.山崎 3.鈴木大 3.島朗     | 先崎 中川 北浜 中座       | 1.佐藤天 2.西尾 3.佐藤紳 3.小林裕 | 中村修 増田裕 伊奈 村山慈 | 1.佐藤秀 2.広瀬 3.豊島 3.佐藤和        | 高田尚 川上 内藤 近藤正 | 1.稲葉 2.高崎 3.村田智 3.阿部健          | 脇 前田 東 小倉             | 1.永瀬 2.吉田正 3.伊藤真 3.西川和 5.大野八 | 菅井竜也 牧野光則 佐々木勇気 船江恒平          | 勝浦(6組) 飯野(6組) 伊藤果(6組) 松浦隆(6組) 児玉(6組) 神吉(6組)           |
| 25 | 渡辺明     | 16名                                     | 16名                      | 16名                                | 16名                      | 16名                              | 16名                      | 32名                                   | 32名                    | 31名 (欠員 1)                            | 31名 (欠員 1)               | 棋士46名 (初4名)                           | 棋士46名 (初4名)                               | 2名                                                                       |
| 25 | 渡辺明     | 1.深浦 2.山崎 3.飯島 4.丸山 ★ 5.三浦     | 高橋道 木村一 鈴木大 島   | 1.佐藤天 2.藤井猛 3.杉本昌 3.阿久津 | 谷川 桐山 真田 野月       | 1.豊島 2.片上 3.屋敷 3.糸谷       | 富岡 田中寅 矢倉 飯塚     | 1.稲葉 2.高崎 3.戸辺 3.田村            | 豊川 中村亮 神崎 長岡   | 1.永瀬 2.中村太 3.遠山 3.吉田正          | 高田尚 松本 田中悠 大野八   | 1.大石 2.菅井 3.小倉 3.佐々勇 5.船江       | 門倉啓太 阿部光瑠 高見泰地 藤森哲也            | 石田和(6組) 櫛田(6組)                                                     |
| 26 | 渡辺明 ▼   | 16名                                     | 16名                      | 16名                                | 16名                      | 16名                              | 16名                      | 32名                                   | 32名                    | 32名                                     | 32名                        | 棋士48名 (初5名)                           | 棋士48名 (初5名)                               | 4名                                                                       |
| 26 | 渡辺明 ▼   | 1.佐藤康 2.森内 ☆ 3.羽生 4.郷田 5.山崎   | 飯島 三浦 久保 杉本昌     | 1.小林裕 2.豊島 3.松尾 3.屋敷       | 島 西尾 片上 糸谷         | 1.谷川 2.広瀬 3.北浜 3.稲葉       | 桐山 先崎 北島 戸辺       | 1.永瀬 2.阿部健 3.中村修 3.山本真      | 田中寅 青野 平藤 中尾   | 1.及川 2.大石 3.澤田 3.千葉              | 内藤 近藤正 岡崎 浦野       | 1.金井 2.石田直 3.有森 3.高見              | 斎藤慎太郎 八代弥 上村亘 石田直裕 渡辺大夢     | 武者野(6組) 野田(6組) 植山(6組) 滝(6組)                                   |
| 27 | 森内俊之 ▼ | 16名                                     | 16名                      | 16名                                | 16名                      | 16名                              | 16名                      | 31名 (休場 1)                          | 31名 (休場 1)           | 32名                                     | 32名                        | 棋士48名 (初5名)                           | 棋士48名 (初5名)                               | 4名                                                                       |
| 27 | 森内俊之 ▼ | 1.羽生 2.屋敷 3.阿久津 4.郷田 5.深浦     | 渡辺明 阿部隆 小林裕 松尾 | 1.行方 2.三浦 3.久保 3.谷川         | 鈴木大 森下 井上 佐藤紳   | 1.糸谷 ☆ 2.西尾 3.島 3.佐藤和     | 片上 田村 永瀬 山本真     | 1.中村太 2.横山泰 3.及川 3.澤田        | 富岡 伊奈 小林健 森雞   | 1.高見 2.菅井 3.村中 3.佐々勇            | 田中寅 青野 堀口弘 熊坂     | 1.藤森 2.阿部光 3.斎藤慎 3.八代            | 千田翔太 竹内雄悟 石井健太郎 三枚堂達也        | 武市(6組) 大野八(6組) 前田(6組) 佐藤義(6組)(休場) 堀口一(4組)             |
| 28 | 糸谷哲郎 ▼ | 17名 (超過+1)                            | 17名 (超過+1)             | 15名 (欠員 1)                       | 15名 (欠員 1)             | 16名                              | 16名                      | 32名                                   | 32名                    | 32名                                     | 32名                        | 棋士48名 (初4名)                           | 棋士48名 (初4名)                               | 5名                                                                       |
| 28 | 糸谷哲郎 ▼ | 1.羽生 2.阿久津 3.豊島 4.佐藤康 5.藤井猛 | 森内 郷田 山崎 行方 谷川  | 1.稲葉 2.渡辺明☆ 3.高橋道 3.木村一  | 阿部隆 小林裕 西尾 島     | 1.真田 2.及川 3.高崎 3.阿部健     | 井上 中座 佐藤秀 中村修   | 1.永瀬 2.村山慈 3.中田宏 3.菅井        | 先崎 神谷 南 勝又       | 1.斎藤慎 2.八代 3.西川和 3.阿部光        | 森雞 神崎 小倉 金井         | 1.千田 2.増田康 3.渡辺大 3.黒沢佐藤慎      | 星野良生 宮本広志 増田康宏 黒沢怜生            | 淡路(5組) 安西(6組) 熊坂(6組) 大島(6組) 内藤(6組)                         |
| 29 | 渡辺明     | 16名                                     | 16名                      | 16名                                | 16名                      | 16名                              | 16名                      | 32名                                   | 32名                    | 32名                                     | 32名                        | 棋士48名 (初5名)                           | 棋士48名 (初5名)                               | 2名                                                                       |
| 29 | 渡辺明     | 1.丸山 ★ 2.久保 3.三浦 ※ 4.深浦 5.豊島   | 橋本崇 佐藤康 木村一 稲葉 | 1.郷田 2.阿部健 3.松尾 3.山崎       | 畠山鎮 谷川 髙﨑 北浜     | 1.永瀬 2.澤田 3.中村太 3.鈴木大   | 中川 菅井 中田宏 阿部隆   | 1.中座 2.塚田泰 3.大石 3.西川和        | 阿部光 渡辺正 片上 福崎 | 1.黒沢 2.先崎 3.渡辺大 3.阪口            | 平藤 豊川 中尾 小林健       | 1.青嶋 2.中田功 3.竹内 3.三枚堂            | 今泉健司 青嶋未来 梶浦宏孝 高野智史 近藤誠也   | 田丸(6組) 田中魁(6組)                                                     |
| 30 | 渡辺明 ▼   | 16名                                     | 16名                      | 16名                                | 16名                      | 16名                              | 16名                      | 32名                                   | 32名                    | 32名                                     | 32名                        | 棋士51名 (初5名)                           | 棋士51名 (初5名)                               | 6名                                                                       |
| 30 | 渡辺明 ▼   | 1.松尾 2.羽生 ☆ 3.丸山 4.久保 5.阿久津   | 山崎 三浦 深浦 佐藤天     | 1.稲葉 2.佐藤康 3.永瀬 3.広瀬       | 中村太 行方 鈴木大 及川   | 1.村山慈 2.畠山鎮 3.小林裕 3.大石 | 西尾 塚田泰 高崎 谷川     | 1.佐々勇 2.千葉 3.飯塚 3.斎藤慎        | 長沼 田村 堀口一 阿部隆 | 1.増田康 2.伊藤真 3.宮田敦 3.三枚堂      | 高野秀 福崎 泉 有森         | 1.藤井聡 2.近藤誠 3.金井 3.石井            | 都成竜馬 井出隼平 佐々木大地 藤井聡太 大橋貴洸 | 森雞(6組) 森信(6組) 宮田利(6組) 堀口弘(6組) 加藤一(6組)(死去) 伊藤能(6組) |
| ☆★:挑戦者(☆:竜王奪取) / 下線:本戦出場者 / 昇級者の数字は各組の成績順位(1位は組優勝者) / 人数は棋士のみ 第28期5組昇級者は佐藤慎を除く4名。佐藤慎は昇級者ではないが、第29期は5組在籍扱い。 ※第29期の挑戦者は挑戦者決定三番勝負後に、三番勝負勝者の三浦から対戦者の丸山に変更。＿＿＿＿＿＿＿ |            |                                          |                           |                                     |                           |                                   |                           |                                        |                         |                                          |                             |                                            |                                                |                                                                           |

| 期 | 竜王       | 1組 (定員16)                               | 1組 (定員16)              | 2組 (定員16)                        | 2組 (定員16)                     | 3組 (定員16)                           | 3組 (定員16)               | 4組 (定員32)                         | 4組 (定員32)              | 5組 (定員32)                           | 5組 (定員32)                         | 6組                                      | 6組                                                   | 引退ほか                                                          |
| --- | ---------- | ------------------------------------------ | ------------------------- | ----------------------------------- | -------------------------------- | -------------------------------------- | -------------------------- | ------------------------------------ | ------------------------- | -------------------------------------- | ------------------------------------ | ---------------------------------------- | ----------------------------------------------------- | ----------------------------------------------------------------- |
| 期 | 竜王       | 本戦 出場者                                | 降級▼次期2組              | 昇級△次期1組                        | 降級▼次期3組                     | 昇級△次期2組                           | 降級▼次期4組               | 昇級△次期3組                         | 降級▼次期5組              | 昇級△次期4組                           | 降級▼次期6組                         | 昇級△次期5組                             | 初参加 棋士                                           | 引退ほか                                                          |
| 31 | 羽生善治 ▼ | 16名                                       | 16名                      | 16名                                | 16名                             | 16名                                   | 16名                       | 31名 (休場 1)                        | 31名 (休場 1)             | 32名                                   | 32名                                 | 棋士49名 (初4名)/計60名                  | 棋士49名 (初4名)/計60名                               | 1名                                                               |
| 31 | 羽生善治 ▼ | 1.広瀬 ☆ 2.豊島 3.松尾 4.久保 5.佐藤康     | 郷田 阿久津 藤井猛 高橋道 | 1.三浦 2.深浦 3.山崎 3.木村一       | 真田 畠山鎮 杉本昌 大石          | 1.千葉 2.斎藤慎 3.西川和 3.佐々勇      | 及川 野月 森下 島          | 1.増田康 2.三枚堂 3.八代 3.遠山      | 中川 佐藤秀 桐山 増田裕   | 1.藤井聡 2.石田直 3.船江 3.千田        | 大平 長岡 勝又 中田功                | 1.都成 2.大橋 3.瀬川 3.上村              | 西田拓也 杉本和陽 斎藤明日斗 古森悠太                 | 中尾(6組)(休場) 先崎(4組)                                         |
| 32 | 広瀬章人 ▼ | 16名                                       | 16名                      | 16名                                | 16名                             | 16名                                   | 16名                       | 32名                                 | 32名                      | 32名                                   | 32名                                 | 棋士51名 (初4名/休場1/計62名)            | 棋士51名 (初4名/休場1/計62名)                         | 1名                                                               |
| 32 | 広瀬章人 ▼ | 1.渡辺明 2.永瀬 3.木村一 4.豊島 ☆ 5.久保   | 深浦 糸谷 松尾 丸山       | 1.佐藤天 2.橋本崇 3.斎藤慎 3.佐藤和 | 高橋道 村山慈 飯島 千葉          | 1.八代 2.鈴木大 3.三枚堂 3.中村太      | 真田 中座 横山泰 飯塚      | 1.藤井聡 2.菅井 3.高見 3.千田        | 日浦 山本真 先崎 村田智   | 1.石井 2.近藤誠 3.大橋 3.都成          | 堀口一 神谷 長沼 増田裕              | 1.梶浦 2.牧野 3.井出 3.杉本和            | 長谷部浩平 池永天志 本田奎 山本博志                   | 高田尚(6組)(休場) 西川慶(6組)                                     |
| 33 | 豊島将之   | 16名                                       | 16名                      | 16名                                | 16名                             | 16名                                   | 16名                       | 32名                                 | 32名                      | 32名                                   | 32名                                 | 棋士54名 (初4名/休場1/計65名)            | 棋士54名 (初4名/休場1/計65名)                         | 2名                                                               |
| 33 | 豊島将之   | 1.羽生 ★ 2.佐藤和 3.久保 4.佐藤康 5.木村一 | 屋敷 広瀬 渡辺明 橋本崇   | 1.佐々勇 2.丸山 3.糸谷 3.澤田       | 三枚堂 西川和 中村太 鈴木大      | 1.藤井聡 2.杉本昌 3.菅井 3.千田        | 北浜 佐藤紳 村山慈 畠山鎮  | 1.石井 2.船江 3.都成 3.近藤誠        | 島 塚田泰 畠山成 阪口     | 1.梶浦 2.阿部光 3.村田顕 3.金井        | 中村亮 牧野 佐藤秀 井出              | 1.高野智 2.星野 3.本田 3.池永            | 出口若武 黒田尭之 渡辺和史 石川優太                   | 土佐(6組) 伊藤博(6組)(休場) 西川慶(6組)                           |
| 34 | 豊島将之 ▼ | 16名                                       | 16名                      | 16名 (休場 1)                       | 16名 (休場 1)                    | 16名                                   | 16名                       | 32名                                 | 32名                      | 32名                                   | 32名                                 | 棋士57名 (初6名/休場2/計66名)            | 棋士57名 (初6名/休場2/計66名)                         | 4名                                                               |
| 34 | 豊島将之 ▼ | 1.永瀬 2.久保 3.山崎 4.羽生 5.佐藤天       | 三浦 佐藤康 斎藤慎 澤田   | 1.藤井聡☆ 2.八代 3.渡辺明 3.松尾    | 杉本昌 菅井 阿久津 小林裕        | 1.三枚堂 2.都成 3.増田康 3.遠山        | 中村太 大石 千葉 船江      | 1.梶浦 2.伊藤真 3.及川 3.佐々慎      | 森下 井上 畠山鎮 石田直   | 1.青嶋 2.池永 3.高野智 3.瀬川          | 島 塚田泰 畠山成 上村                | 1.折田 2.長谷浩 3.石川優 3.佐々大        | 折田翔吾 服部慎一郎 谷合廣紀 伊藤匠 冨田誠也 古賀悠聖 | 橋本崇(2組休場) 西川慶(6組休場) 東(6組) 金沢(6組)(休場) 有森(6組) |
| 35 | 藤井聡太   | 16名                                       | 16名                      | 15名 (欠員 1)                       | 15名 (欠員 1)                    | 16名                                   | 16名                       | 32名                                 | 32名                      | 32名                                   | 32名                                 | 棋士60名 (初4名) /計69名                 | 棋士60名 (初4名) /計69名                              | 5名                                                               |
| 35 | 藤井聡太   | 1.永瀬 2.佐藤天 3.丸山 4.山崎 5.稲葉       | 糸谷 佐々勇 佐藤和 豊島   | 1.広瀬 ★ 2.森内 3.三枚堂 3.都成     | 千田 郷田 遠山 三浦              | 1.高見 2.菅井 3.鈴木大 3.佐々慎 5.及川 | 小林裕 石井 伊藤真 杉本昌  | 1.大橋 2.中村修 3.野月 3.黒沢 5.金井 | 瀬川 中田宏 真田 矢倉     | 1.佐々大 2.川上 3.本田 3.石川優 5.折田 | 富岡 山本真 桐山(引退) 藤倉(引退)    | 1.伊藤匠 2.高田明 3.斎藤明 3.門倉 5.服部 | 井田明宏 高田明浩 横山友紀 狩山幹生                   | 桐山(6組降級) 藤倉(6組降級) 小林宏(6組) 田中寅(6組) 小林健(6組)   |
| 36 | 藤井聡太   | 16名                                       | 16名                      | 16名                                | 16名                             | 16名                                   | 16名                       | 32名                                 | 32名                      | 32名                                   | 32名                                 | 棋士58名 (初4名) /計67名                 | 棋士58名 (初4名) /計67名                              | 3名                                                               |
| 36 | 藤井聡太   | 1.稲葉 2.羽生 3.永瀬 4.丸山 5.広瀬         | 佐藤天 三枚堂 阿部健 八代 | 1.豊島 2.佐藤康 3.斎藤慎 3.菅井     | 鈴木大 澤田 佐々慎 及川          | 1.三浦 2.郷田 3.阿久津 3.近藤誠        | 高橋道 野月 遠山 飯島      | 1.大石 2.本田 3.池永 3.佐々大        | 中村太 西尾 千葉 小林裕   | 1.伊藤匠★ 2.服部 3.石田直 3.杉本和     | 森下 瀬川 安用寺中田(死去)           | 1.出口 2.渡辺和 3.狩山 3.井田            | 岡部怜央 徳田拳士 藤本渚 齊藤裕也                     | 上野和(6組) 石川陽(6組)(死去) 中田宏(5組)                         |
| 37 | 藤井聡太   | 17名 (超過+1)                              | 17名 (超過+1)             | 16名                                | 16名                             | 16名                                   | 16名                       | 31名 (欠員 1)                        | 31名 (欠員 1)             | 32名                                   | 32名                                 | 棋士61名 (初6名) /計70名                 | 棋士61名 (初6名) /計70名                              | 4名                                                               |
| 37 | 藤井聡太   | 1.山崎 2.佐藤康 3.久保 4.広瀬 5.斎藤慎     | 豊島 永瀬 都成 羽生 稲葉  | 1.佐々勇★ 2.郷田 3.八代 3.三浦      | 屋敷 三枚堂 佐藤和 近藤誠 増田康 | 1.池永 2.本田 3.佐々慎 3.澤田          | 西川 大橋 黒沢 中村修 金井 | 1.高野智 2.村中 3.石井 3.服部        | 川上 北浜 遠山 中座(引退) | 1.渡辺和 2.西尾 3.狩山 3.井田          | 南 日浦 佐藤慎 伊奈(引退)            | 1.藤本 2.山下(三段) 3.山本 3.井出        | 小山怜央 小山直希 森本才跳 柵木幹太 宮嶋健太 上野裕寿 | 中座(5組降級) 伊奈(6組降級) 室岡(6組) 青野(6組)                   |
| 38 | 藤井聡太   | 16名                                       | 16名                      | 16名                                | 16名                             | 16名                                   | 16名                       | 32名                                 | 32名                      | 31名 (欠員 1) ( 棋士30名 + 三段1名 )   | 31名 (欠員 1) ( 棋士30名 + 三段1名 ) | 棋士63名 (初4名) /計72名                 | 棋士63名 (初4名) /計72名                              | 5名                                                               |
| 38 | 藤井聡太   | 1.八代 2.佐々勇 3.木村 4.松尾 5.森内       | 丸山 山崎 渡辺明 久保     | 1.永瀬 2.髙見 3.                    | 糸谷 阿部健 佐々慎 本田          | 1.近藤誠 2.服部 3.                     | 千田 梶浦 佐藤和 村中      | 1.石田直 2.狩山 3.                   | 飯塚 杉本昌 船江 宮田敦   | 1.山下(三段) 2.高田明 3.               | 真田 窪田 小林裕 畠山鎮              | 1.谷合 2.古森 3. 5.                      | 山川泰熙 高橋佑二郎 獺ヶ口笑保人 吉池隆真             | 福崎(6組) 木下(6組) 増田裕(6組) 長沼(6組) 有森(6組)               |
| ☆★:挑戦者(☆:竜王奪取) / 下線:本戦出場者(2-6組) / 昇級者の数字は各組の成績順位(1位は組優勝者) / 人数は棋士のみ 第36期5組優勝の伊藤匠は竜王挑戦により第37期1組へ昇級（1組 超過1名/4組 欠員1名）。 (注)第37期6組2位（昇級・次期5組）、かつ、第38期5組優勝（昇級・次期4組）の山下数毅は当時奨励会員（奨励会三段）。 |            |                                            |                           |                                     |                                  |                                        |                            |                                      |                           |                                        |                                      |                                          |                                                       |                                                                   |

## エピソード
「竜王ドリーム」
- 将棋の最高位のタイトル戦ながら、若手にもタイトル奪取のチャンスがあり、アマチュアや女流棋士も参加できる[51]。実際、島朗・羽生善治・佐藤康光・藤井猛・渡辺明・糸谷哲郎など、初のタイトル獲得が竜王位だったケースも多数ある[52]。「最も低いクラスからの竜王奪取」は4組からで、藤井猛・渡辺明の2名、他に真田圭一が「4組からの挑戦」、伊藤匠が「5組からの挑戦」に至った（伊藤以外は18期以前）[52]。「6組からの挑戦」は2023年時点で先例はないが、7期で竜王戦初参加だった行方尚史が挑戦者決定戦へ進出した[53]。

- 第19期以降の本戦新フォーマット以降の「最も低いクラスからの竜王奪取」は3組から出場した糸谷哲郎[52]。

1組優勝者のジンクス（第1期-第31期）
- 棋戦創設以来長らく1組の優勝者が挑戦者になったことがなく、いわゆる「将棋界の七不思議」の一つとされていた[54]。第17期までは挑戦者決定三番勝負へ進出したことさえなかった（第18期に初めて1組優勝の三浦弘行が三番勝負に進出）[54]。第19期からの本戦トーナメント表は、上記の図のとおり1組優勝者に有利なものに変更されたが、第23期まで1組優勝者は挑戦者になれなかった[54]。第24期にそれまで3度1組優勝を果たしながら挑戦者になれなかった丸山忠久が、4度目の1組優勝を果たした上で自身初の挑戦権を獲得。しかし奪取は成らなかった。その後、第31期で1組優勝の広瀬章人が竜王を獲得し、当ジンクスに終止符を打った。

女流棋士が公式戦で棋士に初勝利（第7期）
- 女流棋士の中井広恵が、第7期の6組ランキング戦1回戦で棋士の池田修一を破った。女流棋士と棋士が対局する公式戦で、女流棋士の初勝利となった[55]。

「"初代永世竜王"決定戦」とタイトル戦七番勝負初の「3連敗4連勝」（第21期）
- 第21期（2008年）は、4連覇中の渡辺明に通算6期獲得の羽生善治が挑戦し、どちらでも勝った方が初代永世竜王資格を得られる戦いとなった。このような「永世称号決定戦（永世シリーズ）」は全タイトル戦通じて史上初。結果は羽生の3連勝の後に渡辺が4連勝して逆転防衛を果たし、初代永世竜王資格を獲得した。また、七番勝負のタイトル戦での3連敗4連勝（3連勝4連敗）も、将棋界では史上初の出来事であった[56]。

「引退対局」での有終の美（第23期・第28期）
- 竜王戦は各期の開幕（ランキング戦開始）が12月・昇級者決定戦が翌年3月・残留者決定戦がそれ以降に行われる関係上、昇級者決定戦もしくは残留者決定戦が当期限りで引退が確定した棋士の現役最終局となるケースが多い。上述の通り、引退が確定し次期竜王戦の出場資格がない棋士でも、当期の昇級者決定戦及び残留者決定戦には参加可能で、昇級者決定戦を勝ち抜いて3位になった、もしくは残留者決定戦に勝って、他に勝ち残っている棋戦がない場合、現役最終局を白星で飾って引退することとなる。 2023年現在、出場可能な最終年度の竜王戦で昇級者決定戦を勝ち抜いて昇級に相当する成績を残して引退した先例は無いものの、5組の残留決定戦に勝って“有終の美”を飾る形で引退したケースは2例。2010年4月20日・第23期で大内延介が石田和雄に、2015年5月21日・第28期で淡路仁茂が森雞二に、いずれも5組残留決定戦で勝利し、6組への“降級”を回避し、“有終の美”を飾る形で引退した。 尚、第23期では大内と同様に引退が確定し次期竜王戦の出場資格がなかった有吉道夫も5組残留決定戦で木下浩一に勝利し、現役最後の竜王戦の対局を“有終の美”とした[注 45]。

将棋ソフト不正使用疑惑による挑戦者変更（第29期）
最年少棋士と最年長棋士との対局（第30期）
- 2016年12月24日のランキング戦6組1回戦にて同年9月に史上最年少の14歳2か月で四段に昇段した藤井聡太のデビュー戦、かつ第30期の開幕局として、奇しくも[注 46]これまでの四段昇段最年少記録を保持していた加藤一二三との対局が行われた。対局当時、藤井は14歳5か月で現役最年少、加藤は76歳11か月で現役最年長、二人の年齢差62歳という将棋の公式戦史上最大年齢差対局となった。対局の結果は110手で藤井四段の勝ちとなり、藤井は公式戦での最年少勝利（14歳5か月）を記録した。一方、加藤は将棋界史上初めて、「19世紀生まれの棋士」「20世紀生まれの棋士」「21世紀生まれの棋士」それぞれを相手に公式戦で対局した棋士となった。のちに加藤九段は2016年度実施の第75期順位戦C級2組で3つ目の降級点を喫し同年度末での引退が決定したので、当時最年少と最年長の両者が共にエントリーした棋戦は、この「第30期竜王戦」と「第43期棋王戦」「第66回NHK杯戦」の3棋戦のみであり[注 47]、両者による再戦は実現しなかった。

羽生善治、永世七冠達成（第30期）
- 前述の通り、第21期で3連勝後の4連敗で復位と永世竜王の資格の獲得に失敗した羽生はその後、第25期と第29期を除く全てで挑戦者決定トーナメントに進み、第23期では挑戦者になるも2-4で再び渡辺に敗れた。そして第30期、挑戦者決定三番勝負で松尾歩を下し、2010年の第23期以来の挑戦となった。2017年12月5日の第5局で4勝目をあげ、4勝1敗で自身15期ぶりとなる竜王を奪取。これにより竜王通算7期を満たして永世竜王の資格を取得、同時に永世七冠を達成した。ちなみに竜王初獲得から永世竜王の資格を得るまでに28期(年)かかったが、これは羽生、ならびに谷川浩司が名人戦で名人初獲得から永世名人の資格を得るまでに要した14期(年)を遥かに超える永世資格取得の最長の到達所要期間である。

戦後最長手数記録420手（第31期）
- 2018年2月27日に行われたランキング戦6組の牧野光則対中尾敏之において戦後最長手数である420手で持将棋が成立した。これまで棋譜が確認されている戦後最長記録は昭和44年の第23期順位戦B級1組の芹沢博文対原田泰夫戦の389手で、棋譜が確認されている中で初めて400手を超えた。指し直し局は100手で牧野の勝ち。休憩含めて約19時間に及ぶ激闘となった[57]。なお、この対局は2017年度の将棋大賞の一つである名局賞特別賞を受賞している。

勝てば「タイトル通算100期」負ければ「27年ぶりの無冠」（第31期）
- 第31期では、羽生善治の通算獲得タイトル100期が懸かる防衛戦では、挑戦者広瀬章人との七番勝負が第7局までもつれ、タイトル通算100期か27年ぶりの無冠、どちらかが決まる大一番となったが、この対局に破れた羽生は27年ぶりに無冠へ陥落[58]。翌年の第32期には、竜王戦史上初めて、決勝トーナメントに羽生世代が一人も進出できない事態になった[注 48]。

棋士以外による初の5組昇級、4組昇級（第37期-第38期）
- 奨励会員の山下数毅三段が竜王戦6組において決勝進出を果たし、奨励会員初の5組昇級を決めた[59]。女流棋士や奨励会員、アマチュア選手を含めても5組昇級は初の快挙である。また決勝で勝てば、三段リーグ終了後（勝率2割5分超えが条件）に「次点1」が付与されて過年度の次点1と合わせて「次点2」となり、四段昇段フリークラス編入の資格を得る一番であったが、藤本渚に敗れて決勝トーナメント進出とならず、次点も付与されなかった。翌第38期も山下三段は竜王戦5組において決勝進出を果たし、奨励会員初の4組昇級を決めた。山下三段による5組での活躍を受け、準決勝前に日本将棋連盟は三段リーグ「次点」の条件を改定し、竜王戦5組決勝に進出し4組に昇級した場合「次点1」を付与すると、発表した[60]。2025年5月2日、竜王戦5組準決勝・山本博志に勝利して決勝進出、プロ棋士以外の竜王戦出場者としては初の「竜王戦4組への昇級」を決めた。この成績により、進行中の第77回奨励会三段リーグ戦の「成績条件付き」ではあるが、リーグ終了時点で「次点1」が付与される権利を得て[61]、四段昇段・プロ入り（フリークラス）の権利を「条件付き」で獲得した[61]。

## 記録
第37期終了時点まで
|                          | 最多記録           | 最長連続記録                                                                    | 最年長記録                                      | 最年少記録                                       |
| ------------------------ | ------------------ | ------------------------------------------------------------------------------- | ----------------------------------------------- | ------------------------------------------------ |
| 竜王獲得                 | 渡辺明0通算11期    | 渡辺明0連続09期 （第17-25期）                                                   | 羽生善治(第30期) 47歳69日 (在位は48歳85日まで)  | 羽生善治(第2期) 19歳91日 (第8局2日目時点)        |
| 竜王防衛                 | 渡辺明0通算09期    | 渡辺明0連続08期 （第18-25期）                                                   | 谷川浩司(第10期) （35歳227日）                  | 藤井聡太(第35期) 20歳137日                       |
| 番勝負出場               | 羽生善治 0通算16期 | 渡辺明0連続10期 （第17-26期）                                                   | 羽生善治(第33期) 50歳12日 (挑戦決定は49歳358日) | 羽生善治(第2期) 19歳22日 (挑戦決定は18歳356日)   |
| 挑戦                     | 羽生善治 0通算09期 | 連続02期 佐藤康光 （第19-20期） 丸山忠久 （第24-25期） 佐々木勇気 （第37-38期） | 羽生善治(第33期) 50歳12日 (挑戦決定は49歳358日) | 羽生善治(第2期) 19歳22日 (挑戦決定は18歳356日)   |
| 決勝T進出 (竜王在位含む) | 羽生善治 0通算27期 | 渡辺明0連続10期 （第17-26期）                                                   | 大山康晴(第2期) 66歳144日 (進出決定は66歳120日) | 藤井聡太(第30期) 14歳342日 (進出決定は14歳310日) |
| 決勝T進出 (竜王在位除く) | 羽生善治 0通算20期 | 久保利明0連続06期 （第29-34期）                                                 | 大山康晴(第2期) 66歳144日 (進出決定は66歳120日) | 藤井聡太(第30期) 14歳342日 (進出決定は14歳310日) |
| 1組在籍 (竜王在位含む)   | 羽生善治 0通算34期 | 羽生善治0連続32期 （第6-37期）                                                  | 大山康晴(第5期) 69歳135日                       | 羽生善治(第2期) 19歳91日 (第8局2日目時点)        |

|                   | 最年長記録                                       | 最年少記録                                                                       |
| ----------------- | ------------------------------------------------ | -------------------------------------------------------------------------------- |
| 対局              | 加藤一二三(第30期) 77歳170日 (2017年6月20日対局) | 藤井聡太(第30期) 14歳158日 (2016年12月24日対局) (当時中学2年生)                  |
| 勝利              |                                                  | （同上）                                                                         |
| 勝利 （棋士以外） |                                                  | 山下数毅(第37期) (三段/奨励会枠、15歳206日) (2023年12月26日対局) (当時中学3年生) |

- 初参加から竜王獲得までに要した最短期数（第1期参加者を除く）

所要4期での竜王獲得
- 渡辺明（14期より参加 - 18期竜王）

所要5期での竜王獲得
- 藤井聡太（30期より参加 - 34期竜王）

- 竜王の復位
  - 谷川浩司（1992年失冠=羽生善治が奪取、1996年に羽生善治から奪取・復位[注 56]）
  - 森内俊之（2004年失冠=渡辺明が奪取、2013年に渡辺明から奪取・復位[注 57]）
  - 渡辺明（2013年失冠=森内俊之が奪取、2015年に糸谷哲郎から奪取・復位）
  - 羽生善治：竜王に4度復位（最多記録）。
    - 1990年失冠=谷川浩司が奪取、1992年に谷川浩司から奪取・復位（1度目）
    - 1993年失冠=佐藤康光が奪取、翌1994年に佐藤康光から奪取・復位（2度目）
    - 1996年失冠=谷川浩司が奪取、2001年に藤井猛から奪取・復位（3度目）
    - 2003年失冠=森内俊之が奪取、2017年に渡辺明から奪取・復位（4度目、奪取により永世竜王、永世七冠達成）

各組所属に関する記録
- 1組
  - 連続所属（竜王在位を含む）：32期 - 羽生善治(第6期-第37期、竜王6期含む)
  - 連続所属（竜王在位を除く）：22期 - 佐藤康光(第8期-第29期)
  - 通算所属（竜王在位を含む）：34期 - 羽生善治(第3期、第4期、第6期-第37期、竜王7期含む)
  - 通算所属（竜王在位を除く）：29期 - 佐藤康光(第6期、第8期-第29期、第31期-第34期、第37期、第38期)
  - 最年長所属（竜王在位を含む）：69歳135日 - 大山康晴(第5期、逝去時点)
  - 最年長所属（竜王在位を除く）：同上
  - 最年少在籍（竜王在位を含む）：19歳91日 - 羽生善治(第2期)
  - 最年少対局（竜王在位を含む）：20歳22日 - 羽生善治(第3期)
  - 最年少対局（竜王在位を除く）：20歳116日 - 羽生善治(第4期)
- 2組
  - 連続所属：10期 - 桐山清澄(第9期-第18期)
  - 通算所属：16期 - 桐山清澄(第3期、第9期-第18期、第21期-第25期)
  - 最年長所属：68歳175日　大山康晴(第4期)
  - 最年少対局：18歳194日 - 藤井聡太(第34期)
- 3組
  - 連続所属：14期 - 西川慶二(第8期-第21期)
  - 通算所属：16期 - 西川慶二(第2期、第3期、第8期-第21期)
  - 最年長所属：69歳127日　丸田祐三(第1期)
  - 最年少対局：17歳189日 - 藤井聡太(第33期)
- 4組
  - 連続所属：18期 - 神崎健二(第5期-第22期)
  - 通算所属：24期 - 飯塚祐紀(第10期-第13期、第15期-第23期、第26期-第30期、第33期-第38期)
  - 最年長所属：73歳207日　丸田祐三(第5期)
  - 最年少対局：16歳189日 - 藤井聡太(第32期)
- 5組
  - 連続所属：24期 - 窪田義行(第14期-第37期)
  - 通算所属：28期 - 長沼洋(第3期-第13期、第15期、第17期-第32期)
  - 最年長所属：77歳1日　丸田祐三(第9期)
  - 最年少対局：15歳176日 - 藤井聡太(第31期)
- 6組
  - 連続所属：23期 - 上野裕和(第14期-第36期)、藤原直哉(第15期-第37期)
  - 通算所属：29期 - 藤原直哉(第3期、第4期、第9期-第12期、第15期-第37期)
  - 最年長対局：77歳170日 - 加藤一二三(第30期)
  - 最年少対局：14歳158日 - 藤井聡太(第30期)

ランキング戦に関する記録
- ランキング戦最多優勝：丸山忠久（8回=1組5回、2組・3組・6組各1回）
- ランキング戦全組で優勝：永瀬拓矢

- ランキング戦各組最多優勝
  - 1組最多優勝：5回 - 丸山忠久
  - 2組最多優勝：
  - 3組最多優勝：
  - 4組最多優勝：
  - 5組最多優勝：
  - 6組最多優勝：

- ランキング戦各組最速優勝
  - 1組最速優勝：所要1期（第1期を除く） - 広瀬章人(第31期)
  - 2組最速優勝：所要1期（通算5名、第1期を除く）
先崎学(第8期)、郷田真隆(第12期)、木村一基(第16期)、佐藤天彦(第25期)、藤井聡太(第34期)
  - 3組最速優勝：所要1期（通算14名、第1期を除く）
羽生善治(第2期)、村山聖(第5期)、森内俊之(第7期)、丸山忠久(第9期)、行方尚史(第10期)、郷田真隆(第11期)、木村一基(第15期)、松尾歩(第19期)、佐藤天彦(第24期)、豊島将之(第25期)、千葉幸生(第31期)、八代弥(第32期)、藤井聡太(第33期)、池永天志(第37期)
  - 4組最速優勝：所要1期（通算9名、第1期を除く）
佐藤康光(第3期)、片上大輔(第20期)、稲葉陽(第25期)、永瀬拓矢(第26期)、増田康宏(第31期)、藤井聡太(第32期)、石井健太郎(第33期)、梶浦宏孝(第34期)
  - 5組最速優勝：所要1期（通算19名、第1期を除く）
畠山鎮(第4期)、藤原直哉(第5期)、行方尚史(第8期)、飯塚祐紀(第9期)、松本佳介(第10期)、山本真也(第13期)、松尾歩(第15期)、増田裕司(第18期)、糸谷哲郎(第21期)、豊島将之(第22期)、永瀬拓矢(第25期)、高見泰地(第27期)、斎藤慎太郎(第28期)、黒沢怜生(第29期)、藤井聡太(第31期)、梶浦宏孝(第33期)、佐々木大地(第35期)、伊藤匠(第36期)、渡辺和史(第37期)
  - 6組最速優勝：所要1期（通算16名、第1期を除く）
畠山成幸(第3期)、丸山忠久(第4期)、深浦康市(第5期)、真田圭一(第6期)、行方尚史(第7期)、鈴木大介(第8期)、近藤正和(第10期)、宮田敦史(第15期)、西尾明(第17期)、片上大輔(第18期)、戸辺誠(第20期)、豊島将之(第21期)、稲葉陽(第22期)、青嶋未来(第29期)、藤井聡太(第30期)、折田翔吾(第34期)

- ランキング戦連続優勝

| 5期連続 優勝 | －                                                    | － | －                                                    | －                                                | －                                                  | 藤井聡太 (30期6組-34期2組) ※初参加から連続優勝                               | 藤井聡太 (30期6組-34期2組) ※初参加から連続優勝                               | 藤井聡太 (30期6組-34期2組) ※初参加から連続優勝 | 藤井聡太 (30期6組-34期2組) ※初参加から連続優勝 |
| 4期連続 優勝 | －                                                    | － | －                                                    | －                                                | －                                                  | －                                                                           |                                                                              |                                                |                                                |
| 3期連続 優勝 | －                                                    | － | －                                                    | 木村一基 (14期4組-16期2組)                        | －                                                  | 永瀬拓矢 (24期6組-26期4組) 梶浦宏孝 (32期6組-34期4組)                        |                                                                              |                                                |                                                |
| 2期連続 優勝 | 丸山忠久(23-24期) 羽生善治(27-28期) 永瀬拓矢(34-35期) | － | 郷田真隆 (11期3組-12期2組) 佐藤天彦 (24期3組-25期2組) | 羽生善治 (1期4組-2期3組) 森内俊之 (6期4組-7期3組) | 稲葉陽 (24期5組-25期4組) 増田康宏 (30期5組-31期4組) | 行方尚史 (7期6組-8期5組) 豊島将之 (21期6組-22期5組) 伊藤匠 (35期6組-36期5組) | 行方尚史 (7期6組-8期5組) 豊島将之 (21期6組-22期5組) 伊藤匠 (35期6組-36期5組) |                                                |                                                |

- ランキング戦連続昇級

5期連続昇級
（※太字:初参加から6期での1組昇級決定者）
- ※佐藤康光（1期6組 - 2期5組 - 3期4組優勝 - 4期3組 - 5期2組 - 6期1組）
：第6期の竜王獲得も「1組からの昇級」扱いとすれば「6期連続昇級」
- ※鈴木大介（8期6組優勝 - 9期5組 - 10期4組 - 11期3組 - 12期2組 - 13期1組）
- ※橋本崇載（15期6組 - 16期5組 - 17期4組 - 18期3組 - 19期2組 - 20期1組）：全て昇級者決定戦による昇級
- 佐藤天彦（21期6組 - 22期5組 - 23期4組 - 24期3組優勝 - 25期2組優勝 - 26期1組）
- ※藤井聡太（30期6組優勝 - 31期5組優勝 - 32期4組優勝 - 33期3組優勝 - 34期2組優勝 - 35期1組/昇級決定後に第34期竜王獲得）
：5期連続昇級の全てがランキング戦優勝での昇級
- 都成竜馬（31期6組優勝 - 32期5組 - 33期4組 - 34期3組 - 35期2組 - 36期1組）

4期連続昇級
- 行方尚史（7期6組優勝 - 8期5組優勝 - 9期4組 - 10期3組優勝 - 11期2組）
- 三枚堂達也（29期6組 - 30期5組 - 31期4組 - 32期3組 - 33期2組）

- ランキング戦連続降級

4期連続降級
- 阿部隆（27期1組 - 28期2組 - 29期3組 - 30期4組 - 31期5組、26期から30期まで10連敗）

3期連続降級
- 勝浦修（13期2組 - 14期3組 - 15期4組 - 16期5組、12期から15期まで10連敗）
- 日浦市郎（18期1組 - 19期2組 - 20期3組 - 21期4組、18期から21期まで8連敗）
- 高田尚平（23期3組 - 24期4組 - 25期5組 - 26期6組、22期から25期まで9連敗）
- 谷川浩司（28期1組 - 29期2組 - 30期3組 - 31期4組、28期から30期まで6連敗）
- 小林裕士（34期2組 - 35期3組 - 36期4組 - 37期5組、33期から36期まで9連敗）
- 遠山雄亮（35期2組 - 36期3組 - 37期4組 - 38期5組、35期から37期まで7連敗）

- 下位クラスからの1組昇級（竜王在位を含む）

5組からの1組昇級
- 伊藤匠（36期5組 - 37期1組）

4組からの1組昇級
- 真田圭一（10期4組 - 11期1組）
- 藤井猛（11期4組 - 12期竜王）
- 渡辺明（17期4組 - 18期竜王）

- 昇級者決定戦による昇級のみでの1組昇級（第1期参加者を除く）

- 初参加から1組昇級までに要した最短期数（第1期参加者を除く）

所要3期での1組昇級
- 伊藤匠（34期より参加 - 37期1組）

所要4期での1組昇級
- 渡辺明（14期より参加 - 18期竜王）

- 現役引退公示棋士の竜王戦参加に関する記録（2010年の規定制定後）

最高4組での参加
- 川上猛（2022年度末に他棋戦の参加資格喪失後、37期4組、38期5組に参加）

最高5組での参加
- 桐山清澄（2019年度末に他棋戦の参加資格喪失後、34期5組、35期5組に参加）
- 藤倉勇樹（2019年度末に他棋戦の参加資格喪失後、34期5組、35期5組に参加）

竜王戦・順位戦の在籍クラスに関する記録
- 竜王戦1組在籍棋士の順位戦下位クラス在籍
  - 竜王戦：1組／順位戦：フリークラス編入者
    - （該当者なし）

  - 竜王戦：1組／順位戦：フリークラス転出者（宣言）
    - 米長邦雄（1998年4月-1998年11月、2000年11月-2001年11月）
（1998年度からフリークラスに転出（転出時点では1組）、第11期竜王戦〈-1998年11月〉および第14期竜王戦〈2000年11月-2001年11月〉で1組に在籍）
    - 中原誠（2002年4月-2002年11月、2003年12月-2009年3月）
（2002年度からフリークラスに転出（転出時点では1組）、第15期竜王戦〈-2002年11月〉および第17期から第22期までの竜王戦〈2003年12月-2009年3月〉で1組に在籍、2009年3月に竜王戦1組在籍のまま引退）
    - 森内俊之（2022年12月-※継続中）
（2017年度からフリークラス転出(転出時点では2組)、第36期竜王戦から1組在籍〈2022年12月-※継続中〉）

  - 竜王戦：1組／順位戦：C級2組
    - 先崎学（1995年11月-1996年3月）
（第9期竜王戦1組在籍〈1995年11月-〉、第54期順位戦までC級2組〈-1996年3月〉）
    - 八代弥（2021年11月-2023年11月、2024年12月-）
（第71期順位戦からC級2組〈2012年6月-※継続中〉、第35期-第36期竜王戦〈2021年11月-2023年11月〉・第38期竜王戦〈2024年12月-〉で1組在籍[注 58]）
- 順位戦A級在籍棋士の竜王戦下位クラス在籍
  - 順位戦：A級／竜王戦：6組
    - （該当者なし）

  - 順位戦：A級／竜王戦：5組
    - 中村太地（2023年12月-※継続中）[64]
（第82期順位戦からA級在籍〈2023年6月-※継続中〉、第37期竜王戦から5組在籍〈2023年12月-※継続中〉）

連勝に関する記録
七番勝負における最多連勝
- 渡辺明（10連勝 - 第21期七番勝負第4-7局、第22期七番勝負第1-4局、第23期七番勝負第1-2局）

七番勝負を除く最多連勝
- 伊藤匠（14連勝 - 第36期ランキング戦(5組)5勝、本戦 5勝、挑決三番勝負 2勝0敗、第37期ランキング戦(1組)2勝）

ランキング戦における最多連勝
- 藤井聡太（24連勝、継続中）
 （第30期6組：6勝、第31期5組：5勝、第32期4組：5勝、第33期3組：4勝、第34期2組：4勝）

同一年度内最多連勝（七番勝負含む）
- 藤井聡太（12連勝 - 第34期ランキング戦(2組)4勝、本戦 2勝、挑決三番勝負 2勝0敗、七番勝負 4勝0敗）
- 伊藤匠（12連勝 - 第36期ランキング戦(5組)5勝、本戦 5勝、挑決三番勝負 2勝0敗）

## 通算成績
※以下の成績は第37期までの集計結果
| - 「棋士別通算成績」は決勝T進出・1組所属した棋士に限り記載。 - 太字は永世位獲得者または最多記録。 - 1組所属期間は竜王在位期間も含む。 - 当該項目での対局未経験者は成績を「-」で表記。 |

| 棋士別通算成績（第37期まで） | 棋士別通算成績（第37期まで） | 棋士別通算成績（第37期まで） | 棋士別通算成績（第37期まで） | 棋士別通算成績（第37期まで） | 棋士別通算成績（第37期まで）    | 棋士別通算成績（第37期まで）    | 棋士別通算成績（第37期まで） | 棋士別通算成績（第37期まで） | 棋士別通算成績（第37期まで） | 棋士別通算成績（第37期まで） | 棋士別通算成績（第37期まで） | 棋士別通算成績（第37期まで） | 棋士別通算成績（第37期まで） | 棋士別通算成績（第37期まで） |
| 氏名                         | 竜王在位                     | 竜王在位                     | 七番勝負出場 (竜王・挑戦者)  | 七番勝負出場 (竜王・挑戦者)  | 挑戦者決定戦進出 (竜王在位含む) | 挑戦者決定戦進出 (竜王在位含む) | 決勝T進出 (竜王在位含む)     | 決勝T進出 (竜王在位含む)     | 1組所属 (竜王在位含む)       | 1組所属 (竜王在位含む)       | 1組優勝                      | 各組優勝                     | 決勝T 最高成績               | 最高 所属組                  |
| 氏名                         | 通算                         | 連続                         | 通算                         | 連続                         | 通算                            | 連続                            | 通算                         | 連続                         | 通算                         | 連続                         | 1組優勝                      | 各組優勝                     | 決勝T 最高成績               | 最高 所属組                  |
| ---------------------------- | ---------------------------- | ---------------------------- | ---------------------------- | ---------------------------- | ------------------------------- | ------------------------------- | ---------------------------- | ---------------------------- | ---------------------------- | ---------------------------- | ---------------------------- | ---------------------------- | ---------------------------- | ---------------------------- |
| 渡辺明                       | 11                           | 9                            | 13                           | 10                           | 13                              | 10                              | 14                           | 10                           | 18                           | 10                           | 1                            | 2                            | 永世竜王                     | 永世竜王                     |
| 羽生善治                     | 7                            | 2                            | 16                           | 5                            | 18                              | 5                               | 27                           | 5                            | 34                           | 32                           | 3                            | 6                            | 永世竜王                     | 永世竜王                     |
| 藤井聡太                     | 4                            | 4                            | 4                            | 4                            | 4                               | 4                               | 8                            | 8                            | 3                            | 3                            | -                            | 5                            | 竜王在位中                   | 竜王在位中                   |
| 谷川浩司                     | 4                            | 2                            | 6                            | 3                            | 6                               | 3                               | 15                           | 7                            | 22                           | 18                           | 2                            | 3                            | 竜王                         | 竜王                         |
| 藤井猛                       | 3                            | 3                            | 4                            | 4                            | 4                               | 4                               | 8                            | 5                            | 16                           | 9                            | 0                            | 2                            | 竜王                         | 竜王                         |
| 豊島将之                     | 2                            | 2                            | 3                            | 3                            | 3                               | 3                               | 11                           | 4                            | 10                           | 9                            | 0                            | 4                            | 竜王                         | 竜王                         |
| 森内俊之                     | 2                            | 1                            | 5                            | 2                            | 6                               | 2                               | 14                           | 5                            | 20                           | 12                           | 1                            | 5                            | 竜王                         | 竜王                         |
| 佐藤康光                     | 1                            | 1                            | 5                            | 3                            | 8                               | 5                               | 21                           | 6                            | 29                           | 24                           | 2                            | 3                            | 竜王                         | 竜王                         |
| 広瀬章人                     | 1                            | 1                            | 3                            | 2                            | 4                               | 2                               | 5                            | 3                            | 5                            | 3                            | 1                            | 2                            | 竜王                         | 竜王                         |
| 島朗                         | 1                            | 1                            | 2                            | 2                            | 2                               | 2                               | 4                            | 2                            | 11                           | 10                           | 2                            | 2                            | 竜王                         | 竜王                         |
| 糸谷哲郎                     | 1                            | 1                            | 2                            | 2                            | 2                               | 2                               | 3                            | 2                            | 7                            | 5                            | 0                            | 2                            | 竜王                         | 竜王                         |
| 丸山忠久                     | 0                            | 0                            | 3                            | 2                            | 6                               | 2                               | 14                           | 3                            | 26                           | 21                           | 5                            | 8                            | 挑戦者                       | 1組                          |
| 木村一基                     | 0                            | 0                            | 1                            | 1                            | 5                               | 2                               | 8                            | 3                            | 15                           | 7                            | 1                            | 4                            | 挑戦者                       | 1組                          |
| 森下卓                       | 0                            | 0                            | 1                            | 1                            | 3                               | 1                               | 7                            | 1                            | 17                           | 14                           | 1                            | 4                            | 挑戦者                       | 1組                          |
| 鈴木大介                     | 0                            | 0                            | 1                            | 1                            | 1                               | 1                               | 5                            | 2                            | 10                           | 4                            | 0                            | 2                            | 挑戦者                       | 1組                          |
| 米長邦雄                     | 0                            | 0                            | 1                            | 1                            | 1                               | 1                               | 4                            | 1                            | 12                           | 11                           | 0                            | 0                            | 挑戦者                       | 1組                          |
| 阿部隆                       | 0                            | 0                            | 1                            | 1                            | 1                               | 1                               | 4                            | 1                            | 10                           | 9                            | 0                            | 3                            | 挑戦者                       | 1組                          |
| 真田圭一                     | 0                            | 0                            | 1                            | 1                            | 1                               | 1                               | 4                            | 1                            | 4                            | 3                            | 0                            | 3                            | 挑戦者                       | 1組                          |
| 佐々木勇気                   | 0                            | 0                            | 1                            | 1                            | 1                               | 1                               | 3                            | 1                            | 2                            | 2                            | 0                            | 3                            | 挑戦者                       | 1組                          |
| 伊藤匠                       | 0                            | 0                            | 1                            | 1                            | 1                               | 1                               | 2                            | 2                            | 1                            | 1                            | 0                            | 2                            | 挑戦者                       | 1組                          |
| 三浦弘行                     | 0                            | 0                            | 0                            | 0                            | 2                               | 1                               | 8                            | 1                            | 14                           | 3                            | 1                            | 4                            | 挑決勝者                     | 1組                          |
| 永瀬拓矢                     | 0                            | 0                            | 0                            | 0                            | 3                               | 1                               | 4                            | 4                            | 7                            | 7                            | 2                            | 7                            | 挑決                         | 1組                          |
| 久保利明                     | 0                            | 0                            | 0                            | 0                            | 2                               | 2                               | 14                           | 6                            | 15                           | 10                           | 0                            | 2                            | 挑決                         | 1組                          |
| 深浦康市                     | 0                            | 0                            | 0                            | 0                            | 2                               | 1                               | 10                           | 3                            | 11                           | 10                           | 2                            | 5                            | 挑決                         | 1組                          |
| 中原誠                       | 0                            | 0                            | 0                            | 0                            | 2                               | 1                               | 8                            | 3                            | 18                           | 9                            | 3                            | 3                            | 挑決                         | 1組                          |
| 山崎隆之                     | 0                            | 0                            | 0                            | 0                            | 2                               | 1                               | 8                            | 3                            | 12                           | 6                            | 1                            | 3                            | 挑決                         | 1組                          |
| 郷田真隆                     | 0                            | 0                            | 0                            | 0                            | 1                               | 1                               | 9                            | 2                            | 18                           | 16                           | 0                            | 3                            | 挑決                         | 1組                          |
| 屋敷伸之                     | 0                            | 0                            | 0                            | 0                            | 1                               | 1                               | 6                            | 2                            | 16                           | 7                            | 0                            | 2                            | 挑決                         | 1組                          |
| 松尾歩                       | 0                            | 0                            | 0                            | 0                            | 1                               | 1                               | 6                            | 2                            | 13                           | 7                            | 1                            | 3                            | 挑決                         | 1組                          |
| 高橋道雄                     | 0                            | 0                            | 0                            | 0                            | 1                               | 1                               | 6                            | 1                            | 23                           | 13                           | 2                            | 2                            | 挑決                         | 1組                          |
| 行方尚史                     | 0                            | 0                            | 0                            | 0                            | 1                               | 1                               | 5                            | 2                            | 7                            | 6                            | 0                            | 4                            | 挑決                         | 1組                          |
| 先崎学                       | 0                            | 0                            | 0                            | 0                            | 1                               | 1                               | 4                            | 1                            | 6                            | 2                            | 0                            | 3                            | 挑決                         | 1組                          |
| 石田和雄                     | 0                            | 0                            | 0                            | 0                            | 1                               | 1                               | 2                            | 2                            | 1                            | 1                            | 0                            | 1                            | 挑決                         | 1組                          |
| 小林宏                       | 0                            | 0                            | 0                            | 0                            | 1                               | 1                               | 2                            | 1                            | -                            | -                            | -                            | 2                            | 挑決                         | 3組                          |
| 中田宏樹                     | 0                            | 0                            | 0                            | 0                            | 1                               | 1                               | 2                            | 1                            | -                            | -                            | -                            | 1                            | 挑決                         | 2組                          |
| 稲葉陽                       | 0                            | 0                            | 0                            | 0                            | 0                               | 0                               | 7                            | 2                            | 8                            | 7                            | 1                            | 6                            | 準決勝                       | 1組                          |
| 南芳一                       | 0                            | 0                            | 0                            | 0                            | 0                               | 0                               | 6                            | 2                            | 16                           | 16                           | 1                            | 1                            | 準決勝                       | 1組                          |
| 塚田泰明                     | 0                            | 0                            | 0                            | 0                            | 0                               | 0                               | 5                            | 2                            | 9                            | 6                            | 1                            | 4                            | 準決勝                       | 1組                          |
| 佐藤天彦                     | 0                            | 0                            | 0                            | 0                            | 0                               | 0                               | 5                            | 2                            | 9                            | 5                            | 0                            | 3                            | 準々決勝                     | 1組                          |
| 阿久津主税                   | 0                            | 0                            | 0                            | 0                            | 0                               | 0                               | 5                            | 2                            | 6                            | 6                            | 0                            | 2                            | 準決勝                       | 1組                          |
| 中村修                       | 0                            | 0                            | 0                            | 0                            | 0                               | 0                               | 5                            | 1                            | 11                           | 6                            | 0                            | 0                            | 準決勝                       | 1組                          |
| 脇謙二                       | 0                            | 0                            | 0                            | 0                            | 0                               | 0                               | 4                            | 1                            | 7                            | 4                            | 1                            | 1                            | 準決勝                       | 1組                          |
| 畠山鎮                       | 0                            | 0                            | 0                            | 0                            | 0                               | 0                               | 4                            | 1                            | 5                            | 3                            | 0                            | 1                            | 準決勝                       | 1組                          |
| 井上慶太                     | 0                            | 0                            | 0                            | 0                            | 0                               | 0                               | 4                            | 1                            | 2                            | 1                            | 0                            | 4                            | 準々決勝                     | 1組                          |
| 梶浦宏孝                     | 0                            | 0                            | 0                            | 0                            | 0                               | 0                               | 3                            | 3                            | -                            | -                            | -                            | 3                            | 準決勝                       | 3組                          |
| 杉本昌隆                     | 0                            | 0                            | 0                            | 0                            | 0                               | 0                               | 3                            | 2                            | 8                            | 7                            | 0                            | 1                            | 準々決勝                     | 1組                          |
| 日浦市郎                     | 0                            | 0                            | 0                            | 0                            | 0                               | 0                               | 3                            | 2                            | 6                            | 4                            | 0                            | 1                            | 準々決勝                     | 1組                          |
| 勝浦修                       | 0                            | 0                            | 0                            | 0                            | 0                               | 0                               | 3                            | 1                            | 4                            | 3                            | 0                            | 1                            | 準決勝                       | 1組                          |
| 片上大輔                     | 0                            | 0                            | 0                            | 0                            | 0                               | 0                               | 3                            | 1                            | -                            | -                            | -                            | 3                            | 準々決勝                     | 2組                          |
| 北島忠雄                     | 0                            | 0                            | 0                            | 0                            | 0                               | 0                               | 3                            | 1                            | -                            | -                            | -                            | 3                            | 2回戦(9T位)                  | 2組                          |
| 福崎文吾                     | 0                            | 0                            | 0                            | 0                            | 0                               | 0                               | 2                            | 2                            | 10                           | 10                           | 0                            | 0                            | 準決勝                       | 1組                          |
| 大山康晴                     | 0                            | 0                            | 0                            | 0                            | 0                               | 0                               | 2                            | 2                            | 4                            | 3                            | 0                            | 0                            | 準決勝                       | 1組                          |
| 増田康宏                     | 0                            | 0                            | 0                            | 0                            | 0                               | 0                               | 2                            | 2                            | -                            | -                            | -                            | 2                            | 準々決勝                     | 2組                          |
| 橋本崇載                     | 0                            | 0                            | 0                            | 0                            | 0                               | 0                               | 2                            | 1                            | 10                           | 5                            | 0                            | 1                            | 準決勝                       | 1組                          |
| 田中寅彦                     | 0                            | 0                            | 0                            | 0                            | 0                               | 0                               | 2                            | 1                            | 9                            | 9                            | 0                            | 1                            | 準々決勝                     | 1組                          |
| 青野照市                     | 0                            | 0                            | 0                            | 0                            | 0                               | 0                               | 2                            | 1                            | 6                            | 2                            | 1                            | 1                            | 準々決勝                     | 1組                          |
| 大内延介                     | 0                            | 0                            | 0                            | 0                            | 0                               | 0                               | 2                            | 1                            | 6                            | 2                            | 0                            | 2                            | 準々決勝                     | 1組                          |
| 森雞二                       | 0                            | 0                            | 0                            | 0                            | 0                               | 0                               | 2                            | 1                            | 5                            | 3                            | 0                            | 0                            | 準々決勝                     | 1組                          |
| 村山聖                       | 0                            | 0                            | 0                            | 0                            | 0                               | 0                               | 2                            | 1                            | 4                            | 4                            | 0                            | 2                            | 準決勝                       | 1組                          |
| 内藤國雄                     | 0                            | 0                            | 0                            | 0                            | 0                               | 0                               | 2                            | 1                            | 3                            | 3                            | 0                            | 0                            | 準々決勝                     | 1組                          |
| 斎藤慎太郎                   | 0                            | 0                            | 0                            | 0                            | 0                               | 0                               | 2                            | 1                            | 3                            | 2                            | 0                            | 1                            | 2回戦(10位)                  | 1組                          |
| 小野修一                     | 0                            | 0                            | 0                            | 0                            | 0                               | 0                               | 2                            | 1                            | 1                            | 1                            | 0                            | 1                            | 準々決勝                     | 1組                          |
| 神谷広志                     | 0                            | 0                            | 0                            | 0                            | 0                               | 0                               | 2                            | 1                            | 1                            | 1                            | 0                            | 1                            | 準々決勝                     | 1組                          |
| 富岡英作                     | 0                            | 0                            | 0                            | 0                            | 0                               | 0                               | 2                            | 1                            | 1                            | 1                            | 0                            | 1                            | 3回戦                        | 1組                          |
| 畠山成幸                     | 0                            | 0                            | 0                            | 0                            | 0                               | 0                               | 2                            | 1                            | -                            | -                            | -                            | 2                            | 準決勝                       | 2組                          |
| 村山慈明                     | 0                            | 0                            | 0                            | 0                            | 0                               | 0                               | 2                            | 1                            | -                            | -                            | -                            | 2                            | 準々決勝                     | 2組                          |
| 川上猛                       | 0                            | 0                            | 0                            | 0                            | 0                               | 0                               | 2                            | 1                            | -                            | -                            | -                            | 2                            | 準々決勝                     | 3組                          |
| 伊奈祐介                     | 0                            | 0                            | 0                            | 0                            | 0                               | 0                               | 2                            | 1                            | -                            | -                            | -                            | 2                            | 準々決勝                     | 3組                          |
| 髙見泰地                     | 0                            | 0                            | 0                            | 0                            | 0                               | 0                               | 2                            | 1                            | -                            | -                            | -                            | 2                            | 準々決勝                     | 2組                          |
| 青嶋未来                     | 0                            | 0                            | 0                            | 0                            | 0                               | 0                               | 2                            | 1                            | -                            | -                            | -                            | 2                            | 準々決勝                     | 4組                          |
| 中座真                       | 0                            | 0                            | 0                            | 0                            | 0                               | 0                               | 2                            | 1                            | -                            | -                            | -                            | 2                            | 3回戦                        | 2組                          |
| 中村太地                     | 0                            | 0                            | 0                            | 0                            | 0                               | 0                               | 2                            | 1                            | -                            | -                            | -                            | 2                            | 3回戦                        | 2組                          |
| 戸辺誠                       | 0                            | 0                            | 0                            | 0                            | 0                               | 0                               | 2                            | 1                            | -                            | -                            | -                            | 2                            | 3回戦                        | 3組                          |
| 佐藤紳哉                     | 0                            | 0                            | 0                            | 0                            | 0                               | 0                               | 2                            | 1                            | -                            | -                            | -                            | 2                            | 2回戦(9T位)                  | 2組                          |
| 増田裕司                     | 0                            | 0                            | 0                            | 0                            | 0                               | 0                               | 2                            | 1                            | -                            | -                            | -                            | 2                            | 2回戦(10位)                  | 3組                          |
| 大石直嗣                     | 0                            | 0                            | 0                            | 0                            | 0                               | 0                               | 2                            | 1                            | -                            | -                            | -                            | 2                            | 2回戦(10位)                  | 3組                          |
| 阿部健治郎                   | 0                            | 0                            | 0                            | 0                            | 0                               | 0                               | 1                            | 1                            | 7                            | 7                            | 0                            | 0                            | 準々決勝                     | 1組                          |
| 桐山清澄                     | 0                            | 0                            | 0                            | 0                            | 0                               | 0                               | 1                            | 1                            | 7                            | 5                            | 1                            | 1                            | 3回戦                        | 1組                          |
| 飯島栄治                     | 0                            | 0                            | 0                            | 0                            | 0                               | 0                               | 1                            | 1                            | 3                            | 3                            | 0                            | 0                            | 準決勝                       | 1組                          |
| 佐藤和俊                     | 0                            | 0                            | 0                            | 0                            | 0                               | 0                               | 1                            | 1                            | 3                            | 3                            | 0                            | 0                            | 準々決勝                     | 1組                          |
| 八代弥                       | 0                            | 0                            | 0                            | 0                            | 0                               | 0                               | 1                            | 1                            | 2                            | 2                            | 0                            | 1                            | 準決勝                       | 1組                          |
| 都成竜馬                     | 0                            | 0                            | 0                            | 0                            | 0                               | 0                               | 1                            | 1                            | 2                            | 2                            | 0                            | 1                            | 1回戦                        | 1組                          |
| 小林裕士                     | 0                            | 0                            | 0                            | 0                            | 0                               | 0                               | 1                            | 1                            | 1                            | 1                            | 0                            | 1                            | 準々決勝                     | 1組                          |
| 児玉孝一                     | 0                            | 0                            | 0                            | 0                            | 0                               | 0                               | 1                            | 1                            | 1                            | 1                            | 0                            | 1                            | 準々決勝                     | 1組                          |
| 三枚堂達也                   | 0                            | 0                            | 0                            | 0                            | 0                               | 0                               | 1                            | 1                            | 1                            | 1                            | 0                            | 1                            | 3回戦                        | 1組                          |
| 東和男                       | 0                            | 0                            | 0                            | 0                            | 0                               | 0                               | 1                            | 1                            | 1                            | 1                            | 0                            | 0                            | 準々決勝                     | 1組                          |
| 飯塚祐紀                     | 0                            | 0                            | 0                            | 0                            | 0                               | 0                               | 1                            | 1                            | -                            | -                            | -                            | 1                            | 準々決勝                     | 3組                          |
| 池永天志                     | 0                            | 0                            | 0                            | 0                            | 0                               | 0                               | 1                            | 1                            | -                            | -                            | -                            | 1                            | 準々決勝                     | 3組                          |
| 近藤正和                     | 0                            | 0                            | 0                            | 0                            | 0                               | 0                               | 1                            | 1                            | -                            | -                            | -                            | 1                            | 準々決勝                     | 4組                          |
| 千葉幸生                     | 0                            | 0                            | 0                            | 0                            | 0                               | 0                               | 1                            | 1                            | -                            | -                            | -                            | 1                            | 3回戦                        | 2組                          |
| 中村亮介                     | 0                            | 0                            | 0                            | 0                            | 0                               | 0                               | 1                            | 1                            | -                            | -                            | -                            | 1                            | 3回戦                        | 4組                          |
| 野月浩貴                     | 0                            | 0                            | 0                            | 0                            | 0                               | 0                               | 1                            | 1                            | -                            | -                            | -                            | 1                            | 2回戦(9T位)                  | 2組                          |
| 泉正樹                       | 0                            | 0                            | 0                            | 0                            | 0                               | 0                               | 1                            | 1                            | -                            | -                            | -                            | 1                            | 2回戦(9T位)                  | 3組                          |
| 矢倉規広                     | 0                            | 0                            | 0                            | 0                            | 0                               | 0                               | 1                            | 1                            | -                            | -                            | -                            | 1                            | 2回戦(9T位)                  | 3組                          |
| 山本真也                     | 0                            | 0                            | 0                            | 0                            | 0                               | 0                               | 1                            | 1                            | -                            | -                            | -                            | 1                            | 2回戦(9T位)                  | 3組                          |
| 有森浩三                     | 0                            | 0                            | 0                            | 0                            | 0                               | 0                               | 1                            | 1                            | -                            | -                            | -                            | 1                            | 2回戦(9T位)                  | 4組                          |
| 木下浩一                     | 0                            | 0                            | 0                            | 0                            | 0                               | 0                               | 1                            | 1                            | -                            | -                            | -                            | 1                            | 2回戦(9T位)                  | 4組                          |
| 佐藤秀司                     | 0                            | 0                            | 0                            | 0                            | 0                               | 0                               | 1                            | 1                            | -                            | -                            | -                            | 1                            | 2回戦(10位)                  | 3組                          |
| 近藤誠也                     | 0                            | 0                            | 0                            | 0                            | 0                               | 0                               | 1                            | 1                            | -                            | -                            | -                            | 1                            | 2回戦(10位)                  | 3組                          |
| 石井健太郎                   | 0                            | 0                            | 0                            | 0                            | 0                               | 0                               | 1                            | 1                            | -                            | -                            | -                            | 1                            | 2回戦(10位)                  | 3組                          |
| 金井恒太                     | 0                            | 0                            | 0                            | 0                            | 0                               | 0                               | 1                            | 1                            | -                            | -                            | -                            | 1                            | 2回戦(10位)                  | 4組                          |
| 大橋貴洸                     | 0                            | 0                            | 0                            | 0                            | 0                               | 0                               | 1                            | 1                            | -                            | -                            | -                            | 1                            | 2回戦(10位)                  | 4組                          |
| 藤森哲也                     | 0                            | 0                            | 0                            | 0                            | 0                               | 0                               | 1                            | 1                            | -                            | -                            | -                            | 1                            | 2回戦(10位)                  | 5組                          |
| 渡辺和史                     | 0                            | 0                            | 0                            | 0                            | 0                               | 0                               | 1                            | 1                            | -                            | -                            | -                            | 1                            | 2回戦(10位)                  | 5組                          |
| 及川拓馬                     | 0                            | 0                            | 0                            | 0                            | 0                               | 0                               | 1                            | 1                            | -                            | -                            | -                            | 1                            | 1回戦                        | 2組                          |
| 西尾明                       | 0                            | 0                            | 0                            | 0                            | 0                               | 0                               | 1                            | 1                            | -                            | -                            | -                            | 1                            | 1回戦                        | 2組                          |
| 千田翔太                     | 0                            | 0                            | 0                            | 0                            | 0                               | 0                               | 1                            | 1                            | -                            | -                            | -                            | 1                            | 1回戦                        | 2組                          |
| 松本佳介                     | 0                            | 0                            | 0                            | 0                            | 0                               | 0                               | 1                            | 1                            | -                            | -                            | -                            | 1                            | 1回戦                        | 3組                          |
| 田村康介                     | 0                            | 0                            | 0                            | 0                            | 0                               | 0                               | 1                            | 1                            | -                            | -                            | -                            | 1                            | 1回戦                        | 3組                          |
| 藤原直哉                     | 0                            | 0                            | 0                            | 0                            | 0                               | 0                               | 1                            | 1                            | -                            | -                            | -                            | 1                            | 1回戦                        | 4組                          |
| 大野八一雄                   | 0                            | 0                            | 0                            | 0                            | 0                               | 0                               | 1                            | 1                            | -                            | -                            | -                            | 1                            | 1回戦                        | 4組                          |
| 長沼洋                       | 0                            | 0                            | 0                            | 0                            | 0                               | 0                               | 1                            | 1                            | -                            | -                            | -                            | 1                            | 1回戦                        | 4組                          |
| 宮田敦史                     | 0                            | 0                            | 0                            | 0                            | 0                               | 0                               | 1                            | 1                            | -                            | -                            | -                            | 1                            | 1回戦                        | 4組                          |
| 黒沢怜生                     | 0                            | 0                            | 0                            | 0                            | 0                               | 0                               | 1                            | 1                            | -                            | -                            | -                            | 1                            | 1回戦                        | 4組                          |
| 髙野秀行                     | 0                            | 0                            | 0                            | 0                            | 0                               | 0                               | 1                            | 1                            | -                            | -                            | -                            | 1                            | 1回戦                        | 5組                          |
| 高野智史                     | 0                            | 0                            | 0                            | 0                            | 0                               | 0                               | 2                            | 1                            | -                            | -                            | -                            | 2                            | 1回戦                        | 4組                          |
| 折田翔吾                     | 0                            | 0                            | 0                            | 0                            | 0                               | 0                               | 1                            | 1                            | -                            | -                            | -                            | 1                            | 1回戦                        | 4組                          |
| 佐々木大地                   | 0                            | 0                            | 0                            | 0                            | 0                               | 0                               | 1                            | 1                            | -                            | -                            | -                            | 1                            | 1回戦                        | 4組                          |
| 出口若武                     | 0                            | 0                            | 0                            | 0                            | 0                               | 0                               | 1                            | 1                            | -                            | -                            | -                            | 1                            | 1回戦                        | 6組                          |
| 藤本渚                       | 0                            | 0                            | 0                            | 0                            | 0                               | 0                               | 1                            | 1                            | -                            | -                            | -                            | 1                            | 1回戦                        | 6組                          |
| 飯野健二                     | 0                            | 0                            | 0                            | 0                            | 0                               | 0                               | 1                            | 1                            | -                            | -                            | -                            | 1                            | 1回戦(14位)                  | 4組                          |
| 西村一義                     | 0                            | 0                            | 0                            | 0                            | 0                               | 0                               | 1                            | 1                            | -                            | -                            | -                            | 0                            | 準々決勝                     | 2組                          |
| 西川慶二                     | 0                            | 0                            | 0                            | 0                            | 0                               | 0                               | 1                            | 1                            | -                            | -                            | -                            | 0                            | 2回戦(9T位)                  | 2組                          |
| 佐伯昌優                     | 0                            | 0                            | 0                            | 0                            | 0                               | 0                               | 1                            | 1                            | -                            | -                            | -                            | 0                            | 2回戦(9T位)                  | 2組                          |
| 浦野真彦                     | 0                            | 0                            | 0                            | 0                            | 0                               | 0                               | 1                            | 1                            | -                            | -                            | -                            | 0                            | 2回戦(9T位)                  | 2組                          |
| 有吉道夫                     | 0                            | 0                            | 0                            | 0                            | 0                               | 0                               | 0                            | 0                            | 6                            | 6                            | 0                            | 0                            | -                            | 1組                          |
| 森安秀光                     | 0                            | 0                            | 0                            | 0                            | 0                               | 0                               | 0                            | 0                            | 6                            | 6                            | 0                            | 0                            | -                            | 1組                          |
| 加藤一二三                   | 0                            | 0                            | 0                            | 0                            | 0                               | 0                               | 0                            | 0                            | 4                            | 4                            | 0                            | 0                            | -                            | 1組                          |
| 中川大輔                     | 0                            | 0                            | 0                            | 0                            | 0                               | 0                               | 0                            | 0                            | 4                            | 4                            | 0                            | 0                            | -                            | 1組                          |
| 二上達也                     | 0                            | 0                            | 0                            | 0                            | 0                               | 0                               | 0                            | 0                            | 3                            | 3                            | 0                            | 0                            | -                            | 1組                          |
| 伊藤果                       | 0                            | 0                            | 0                            | 0                            | 0                               | 0                               | 0                            | 0                            | 2                            | 2                            | 0                            | 0                            | -                            | 1組                          |
| 小林健二                     | 0                            | 0                            | 0                            | 0                            | 0                               | 0                               | 0                            | 0                            | 1                            | 1                            | 0                            | 0                            | -                            | 1組                          |
| 澤田真吾                     | 0                            | 0                            | 0                            | 0                            | 0                               | 0                               | 0                            | 0                            | 1                            | 1                            | 0                            | 0                            | -                            | 1組                          |
| 菅井竜也                     | 0                            | 0                            | 0                            | 0                            | 0                               | 0                               | 0                            | 0                            | 1                            | 1                            | 0                            | 0                            | -                            | 1組                          |

| 女流棋士別出場実績（第7期以降、第38期まで）            | 女流棋士別出場実績（第7期以降、第38期まで） | 女流棋士別出場実績（第7期以降、第38期まで） | 女流棋士別出場実績（第7期以降、第38期まで） | 女流棋士別出場実績（第7期以降、第38期まで） | 女流棋士別出場実績（第7期以降、第38期まで） | 女流棋士別出場実績（第7期以降、第38期まで） | 女流棋士別出場実績（第7期以降、第38期まで）           |
| 氏名                                                   | 通算                                        | 連続                                        | 出場期                                      | 初出場                                      | 最新出場                                    | 勝利数                                      | 最高成績                                              |
| ------------------------------------------------------ | ------------------------------------------- | ------------------------------------------- | ------------------------------------------- | ------------------------------------------- | ------------------------------------------- | ------------------------------------------- | ----------------------------------------------------- |
| 清水市代                                               | 20                                          | 18                                          | 7,9-26,28                                   | 第7期                                       | 第28期                                      | 7                                           | 6組ランキング戦 2勝 (6組ベスト16進出 第19期)          |
| 中井広恵                                               | 10                                          | 4                                           | 7-10,12,14,16-18,25                         | 第7期                                       | 第25期                                      | 3                                           | 6組ランキング戦 1勝 (6組ベスト16進出 第7,8,9期)       |
| 伊藤沙恵                                               | 9                                           | 8                                           | 29,31-38                                    | 第29期                                      | 第38期                                      | 2                                           | 6組ランキング戦 1勝 (6組ベスト32進出 第29,32期)       |
| 福間香奈                                               | 9                                           | 6                                           | 22-24,32-37                                 | 第22期                                      | 第37期                                      | 4                                           | 6組ランキング戦 1勝 (6組ベスト32進出 第33,34,36,37期) |
| 加藤桃子                                               | 8                                           | 5                                           | 29-31,34-38                                 | 第29期                                      | 第38期                                      | 4                                           | 6組ランキング戦 1勝 (6組ベスト32進出 第30,31,34,36期) |
| 西山朋佳                                               | 7                                           | 7                                           | 32-38                                       | 第32期                                      | 第38期                                      | 8                                           | 6組ランキング戦 4勝 (6組ベスト4進出 第33期)           |
| 甲斐智美                                               | 6                                           | 3                                           | 24-25,27-29,31                              | 第24期                                      | 第31期                                      | 0                                           | 6組ランキング戦 0勝                                   |
| 香川愛生                                               | 5                                           | 5                                           | 27-31                                       | 第27期                                      | 第31期                                      | 0                                           | 6組ランキング戦 0勝                                   |
| 矢内理絵子                                             | 4                                           | 3                                           | 20,22-24                                    | 第20期                                      | 第24期                                      | 0                                           | 6組ランキング戦 0勝                                   |
| 斎田晴子                                               | 4                                           | 1                                           | 8,11,15,21                                  | 第8期                                       | 第21期                                      | 1                                           | 6組ランキング戦 1勝 (6組2回戦進出 第21期)             |
| 上田初美                                               | 3                                           | 3                                           | 25-27                                       | 第25期                                      | 第27期                                      | 1                                           | 6組ランキング戦 1勝 (6組2回戦進出 第26期)             |
| 渡部愛                                                 | 2                                           | 2                                           | 32-33                                       | 第32期                                      | 第33期                                      | 1                                           | 6組ランキング戦 1勝 (6組ベスト32進出 第33期)          |
| 石橋幸緒                                               | 2                                           | 1                                           | 13,22                                       | 第13期                                      | 第22期                                      | 0                                           | 6組ランキング戦 0勝                                   |
| 岩根忍                                                 | 2                                           | 1                                           | 23,30                                       | 第23期                                      | 第30期                                      | 0                                           | 6組ランキング戦 0勝                                   |
| 千葉涼子                                               | 1                                           | 1                                           | 19                                          | 第19期                                      | 第19期                                      | 0                                           | 6組ランキング戦 0勝                                   |
| 本田小百合                                             | 1                                           | 1                                           | 26                                          | 第26期                                      | 第26期                                      | 0                                           | 6組ランキング戦 0勝                                   |
| 中村真梨花                                             | 1                                           | 1                                           | 26                                          | 第26期                                      | 第26期                                      | 0                                           | 6組ランキング戦 0勝                                   |
| 鈴木環那                                               | 1                                           | 1                                           | 27                                          | 第27期                                      | 第27期                                      | 0                                           | 6組ランキング戦 0勝                                   |
| 山田久美                                               | 1                                           | 1                                           | 28                                          | 第28期                                      | 第28期                                      | 0                                           | 6組ランキング戦 0勝                                   |
| 室谷由紀                                               | 1                                           | 1                                           | 30                                          | 第30期                                      | 第30期                                      | 0                                           | 6組ランキング戦 0勝                                   |
| 大島綾華                                               | 1                                           | 1                                           | 38                                          | 第38期                                      | 第38期                                      | 0                                           | 6組ランキング戦 0勝                                   |
| この表の成績には女流棋士転向前の出場成績も含めている。 |                                             |                                             |                                             |                                             |                                             |                                             |                                                       |

| アマチュア選手別出場実績（第38期まで） | アマチュア選手別出場実績（第38期まで） | アマチュア選手別出場実績（第38期まで） | アマチュア選手別出場実績（第38期まで） | アマチュア選手別出場実績（第38期まで） | アマチュア選手別出場実績（第38期まで） | アマチュア選手別出場実績（第38期まで） | アマチュア選手別出場実績（第38期まで）                               |
| 氏名                                   | 通算                                   | 連続                                   | 出場期                                 | 初出場                                 | 最新出場                               | 勝利数                                 | 最高成績                                                             |
| -------------------------------------- | -------------------------------------- | -------------------------------------- | -------------------------------------- | -------------------------------------- | -------------------------------------- | -------------------------------------- | -------------------------------------------------------------------- |
| 早咲誠和                               | 13                                     | 7                                      | 6,10,12-14,19,21-27                    | 第6期                                  | 第27期                                 | 9                                      | 6組ランキング戦 3勝 (6組ベスト8進出 第24期)                          |
| 横山大樹                               | 6                                      | 5                                      | 24,31-35                               | 第24期                                 | 第35期                                 | 3                                      | 6組ランキング戦 2勝 (6組ベスト16進出 第32期)                         |
| 小山怜央                               | 6                                      | 5                                      | 30,32-36                               | 第30期                                 | 第36期                                 | 8                                      | 6組ランキング戦 4勝 (6組ベスト4進出 第34期) ※アマチュア当時の成績    |
| 遠藤正樹                               | 6                                      | 3                                      | 6,11-13,20,28                          | 第6期                                  | 第28期                                 | 5                                      | 6組ランキング戦 2勝 (6組ベスト16進出 第11期)                         |
| 今泉健司                               | 5                                      | 2                                      | 16-17,19-20,26                         | 第16期                                 | 第26期                                 | 7                                      | 6組ランキング戦 3勝 (6組ベスト8進出 第16,26期) ※アマチュア当時の成績 |
| 桐山隆                                 | 5                                      | 2                                      | 9-10,15-16,32                          | 第9期                                  | 第32期                                 | 0                                      | 6組ランキング戦 0勝                                                  |
| 古作登                                 | 3                                      | 3                                      | 31-33                                  | 第31期                                 | 第33期                                 | 0                                      | 6組ランキング戦 0勝                                                  |
| 鈴木純一                               | 3                                      | 2                                      | 7-8,11                                 | 第7期                                  | 第11期                                 | 1                                      | 6組ランキング戦 1勝 (6組ベスト16進出 第8期)                          |
| 渡辺俊雄                               | 3                                      | 2                                      | 16-17,21                               | 第16期                                 | 第21期                                 | 0                                      | 6組ランキング戦 0勝                                                  |
| 古屋皓介                               | 3                                      | 2                                      | 18,22-23                               | 第18期                                 | 第23期                                 | 1                                      | 6組ランキング戦 1勝 (6組2回戦進出 第23期)                            |
| 天野高志                               | 3                                      | 1                                      | 4-5,26                                 | 第4期                                  | 第26期                                 | 3                                      | 6組ランキング戦 3勝 (6組ベスト4進出 第4期)                           |
| 渡辺健弥                               | 3                                      | 1                                      | 9,11,14                                | 第9期                                  | 第14期                                 | 1                                      | 6組ランキング戦 1勝 (6組ベスト16進出 第11期)                         |
| 加藤幸男                               | 3                                      | 1                                      | 18,20,22                               | 第18期                                 | 第22期                                 | 1                                      | 6組ランキング戦 1勝 (6組2回戦進出 第20期)                            |
| 清水上徹                               | 3                                      | 1                                      | 19,22,26                               | 第19期                                 | 第26期                                 | 0                                      | 6組ランキング戦 0勝                                                  |
| 中川慧梧                               | 3                                      | 1                                      | 25,27,37                               | 第25期                                 | 第37期                                 | 3                                      | 6組ランキング戦 3勝 (6組ベスト8進出 第25期)                          |
| 横山公望                               | 2                                      | 2                                      | 4-5                                    | 第4期                                  | 第5期                                  | 0                                      | 6組ランキング戦 0勝                                                  |
| 蛭川敦                                 | 2                                      | 2                                      | 7-8                                    | 第7期                                  | 第8期                                  | 2                                      | 6組ランキング戦 2勝 (6組ベスト8進出 第7期)                           |
| 林隆弘                                 | 2                                      | 2                                      | 12-13                                  | 第12期                                 | 第13期                                 | 2                                      | 6組ランキング戦 1勝 (6組2回戦進出 第12,13期)                         |
| 吉沢大樹                               | 2                                      | 2                                      | 14-15                                  | 第14期                                 | 第15期                                 | 3                                      | 6組ランキング戦 3勝 (6組ベスト8進出 第14期)                          |
| 金内辰明                               | 2                                      | 2                                      | 18-19                                  | 第18期                                 | 第19期                                 | 0                                      | 6組ランキング戦 0勝                                                  |
| 早川俊                                 | 2                                      | 2                                      | 20-21                                  | 第20期                                 | 第21期                                 | 0                                      | 6組ランキング戦 0勝                                                  |
| 渡辺誠                                 | 2                                      | 2                                      | 29-30                                  | 第29期                                 | 第30期                                 | 1                                      | 6組ランキング戦 1勝 (6組2回戦進出 第29期)                            |
| 小野内一八                             | 2                                      | 2                                      | 33-34                                  | 第33期                                 | 第34期                                 | 0                                      | 6組ランキング戦 0勝                                                  |
| 古賀一郎                               | 2                                      | 1                                      | 1,6                                    | 第1期                                  | 第6期                                  | 1                                      | 6組ランキング戦 1勝 (6組ベスト8進出 第1期)                           |
| 竹中健一                               | 2                                      | 1                                      | 2,9                                    | 第2期                                  | 第9期                                  | 0                                      | 6組ランキング戦 0勝                                                  |
| 田尻隆司                               | 2                                      | 1                                      | 2,12                                   | 第2期                                  | 第12期                                 | 0                                      | 6組ランキング戦 0勝                                                  |
| 宮本浩二                               | 2                                      | 1                                      | 3,9                                    | 第3期                                  | 第9期                                  | 1                                      | 6組ランキング戦 1勝 (6組2回戦進出 第3期)                             |
| 菊田裕司                               | 2                                      | 1                                      | 5,7                                    | 第5期                                  | 第7期                                  | 0                                      | 6組ランキング戦 0勝                                                  |
| 下平雅之                               | 2                                      | 1                                      | 14,28                                  | 第14期                                 | 第28期                                 | 0                                      | 6組ランキング戦 0勝                                                  |
| 吉本悠太                               | 2                                      | 1                                      | 29,35                                  | 第29期                                 | 第35期                                 | 1                                      | 6組ランキング戦 1勝 (6組2回戦進出 第29期)                            |
| 知花賢                                 | 2                                      | 1                                      | 33,35                                  | 第33期                                 | 第35期                                 | 3                                      | 6組ランキング戦 2勝 (6組ベスト32進出 第35期)                         |
| 水谷創                                 | 2                                      | 1                                      | 28,36                                  | 第28期                                 | 第36期                                 | 4                                      | 6組ランキング戦 4勝 (6組ベスト8進出 第36期)                          |
| 小林庸俊                               | 1                                      | 1                                      | 1                                      | 第1期                                  | 第1期                                  | 0                                      | 6組ランキング戦 0勝                                                  |
| 谷川俊昭                               | 1                                      | 1                                      | 1                                      | 第1期                                  | 第1期                                  | 0                                      | 6組ランキング戦 0勝                                                  |
| 小島一宏                               | 1                                      | 1                                      | 1                                      | 第1期                                  | 第1期                                  | 0                                      | 6組ランキング戦 0勝                                                  |
| 沖元二                                 | 1                                      | 1                                      | 2                                      | 第2期                                  | 第2期                                  | 1                                      | 6組ランキング戦 1勝 (6組2回戦進出 第2期)                             |
| 西本太郎                               | 1                                      | 1                                      | 2                                      | 第2期                                  | 第2期                                  | 0                                      | 6組ランキング戦 0勝                                                  |
| 金子タカシ                             | 1                                      | 1                                      | 3                                      | 第3期                                  | 第3期                                  | 0                                      | 6組ランキング戦 0勝                                                  |
| 野山知敬                               | 1                                      | 1                                      | 3                                      | 第3期                                  | 第3期                                  | 0                                      | 6組ランキング戦 0勝                                                  |
| 西山実                                 | 1                                      | 1                                      | 3                                      | 第3期                                  | 第3期                                  | 0                                      | 6組ランキング戦 0勝                                                  |
| 柳浦正明                               | 1                                      | 1                                      | 4                                      | 第4期                                  | 第4期                                  | 0                                      | 6組ランキング戦 0勝                                                  |
| 北村公一                               | 1                                      | 1                                      | 4                                      | 第4期                                  | 第4期                                  | 0                                      | 6組ランキング戦 0勝                                                  |
| 新井田基信                             | 1                                      | 1                                      | 5                                      | 第5期                                  | 第5期                                  | 0                                      | 6組ランキング戦 0勝                                                  |
| 永森広幸                               | 1                                      | 1                                      | 5                                      | 第5期                                  | 第5期                                  | 0                                      | 6組ランキング戦 0勝                                                  |
| 中野博文                               | 1                                      | 1                                      | 6                                      | 第6期                                  | 第6期                                  | 0                                      | 6組ランキング戦 0勝                                                  |
| 山本薫                                 | 1                                      | 1                                      | 7                                      | 第7期                                  | 第7期                                  | 0                                      | 6組ランキング戦 0勝                                                  |
| 中村知義                               | 1                                      | 1                                      | 8                                      | 第8期                                  | 第8期                                  | 0                                      | 6組ランキング戦 0勝                                                  |
| 青柳敏郎                               | 1                                      | 1                                      | 8                                      | 第8期                                  | 第8期                                  | 0                                      | 6組ランキング戦 0勝                                                  |
| 加賀屋浩美                             | 1                                      | 1                                      | 10                                     | 第10期                                 | 第10期                                 | 0                                      | 6組ランキング戦 0勝                                                  |
| 樋田栄正                               | 1                                      | 1                                      | 10                                     | 第10期                                 | 第10期                                 | 1                                      | 6組ランキング戦 1勝 (6組3回戦進出 第10期)                            |
| 森岡正幸                               | 1                                      | 1                                      | 11                                     | 第11期                                 | 第11期                                 | 0                                      | 6組ランキング戦 0勝                                                  |
| 篠田正人                               | 1                                      | 1                                      | 13                                     | 第13期                                 | 第13期                                 | 0                                      | 6組ランキング戦 0勝                                                  |
| 中藤誠                                 | 1                                      | 1                                      | 15                                     | 第15期                                 | 第15期                                 | 0                                      | 6組ランキング戦 0勝                                                  |
| 細川大市郎                             | 1                                      | 1                                      | 15                                     | 第15期                                 | 第15期                                 | 0                                      | 6組ランキング戦 0勝                                                  |
| 小牧毅                                 | 1                                      | 1                                      | 16                                     | 第16期                                 | 第16期                                 | 1                                      | 6組ランキング戦 1勝 (6組2回戦進出 第16期)                            |
| 東野徹男                               | 1                                      | 1                                      | 17                                     | 第17期                                 | 第17期                                 | 0                                      | 6組ランキング戦 0勝                                                  |
| 伊藤大悟                               | 1                                      | 1                                      | 17                                     | 第17期                                 | 第17期                                 | 0                                      | 6組ランキング戦 0勝                                                  |
| 中川俊一                               | 1                                      | 1                                      | 18                                     | 第18期                                 | 第18期                                 | 1                                      | 6組ランキング戦 1勝 (6組2回戦進出 第18期)                            |
| 才田信之                               | 1                                      | 1                                      | 20                                     | 第20期                                 | 第20期                                 | 0                                      | 6組ランキング戦 0勝                                                  |
| 野島崇宏                               | 1                                      | 1                                      | 21                                     | 第21期                                 | 第21期                                 | 0                                      | 6組ランキング戦 0勝                                                  |
| 山口直哉                               | 1                                      | 1                                      | 21                                     | 第21期                                 | 第21期                                 | 0                                      | 6組ランキング戦 0勝                                                  |
| 鈴木勝裕                               | 1                                      | 1                                      | 22                                     | 第22期                                 | 第22期                                 | 0                                      | 6組ランキング戦 0勝                                                  |
| 秋山太郎                               | 1                                      | 1                                      | 23                                     | 第23期                                 | 第23期                                 | 0                                      | 6組ランキング戦 0勝                                                  |
| 加來博洋                               | 1                                      | 1                                      | 23                                     | 第23期                                 | 第23期                                 | 0                                      | 6組ランキング戦 0勝                                                  |
| 竹内俊弘                               | 1                                      | 1                                      | 23                                     | 第23期                                 | 第23期                                 | 0                                      | 6組ランキング戦 0勝                                                  |
| 中村裕介                               | 1                                      | 1                                      | 24                                     | 第24期                                 | 第24期                                 | 0                                      | 6組ランキング戦 0勝                                                  |
| 浅倉孝幸                               | 1                                      | 1                                      | 24                                     | 第24期                                 | 第24期                                 | 0                                      | 6組ランキング戦 0勝                                                  |
| 武田俊平                               | 1                                      | 1                                      | 24                                     | 第24期                                 | 第24期                                 | 3                                      | 6組ランキング戦 3勝 (6組ベスト8進出 第24期)                          |
| 稲葉聡                                 | 1                                      | 1                                      | 25                                     | 第25期                                 | 第25期                                 | 1                                      | 6組ランキング戦 1勝 (6組2回戦進出 第25期)                            |
| 佐伯紘一                               | 1                                      | 1                                      | 25                                     | 第25期                                 | 第25期                                 | 0                                      | 6組ランキング戦 0勝                                                  |
| 千葉成人                               | 1                                      | 1                                      | 25                                     | 第25期                                 | 第25期                                 | 0                                      | 6組ランキング戦 0勝                                                  |
| 川西勇作                               | 1                                      | 1                                      | 26                                     | 第26期                                 | 第26期                                 | 1                                      | 6組ランキング戦 1勝 (6組2回戦進出 第26期)                            |
| 伊ヶ崎博                               | 1                                      | 1                                      | 27                                     | 第27期                                 | 第27期                                 | 0                                      | 6組ランキング戦 0勝                                                  |
| 林秦佑                                 | 1                                      | 1                                      | 27                                     | 第27期                                 | 第27期                                 | 0                                      | 6組ランキング戦 0勝                                                  |
| 吉岡大和                               | 1                                      | 1                                      | 27                                     | 第27期                                 | 第27期                                 | 0                                      | 6組ランキング戦 0勝                                                  |
| 小泉卓也                               | 1                                      | 1                                      | 28                                     | 第28期                                 | 第28期                                 | 0                                      | 6組ランキング戦 0勝                                                  |
| 笠井将生                               | 1                                      | 1                                      | 28                                     | 第28期                                 | 第28期                                 | 0                                      | 6組ランキング戦 0勝                                                  |
| 城間春樹                               | 1                                      | 1                                      | 29                                     | 第28期                                 | 第28期                                 | 1                                      | 6組ランキング戦 1勝 (6組2回戦進出 第29期)                            |
| 藤本裕行                               | 1                                      | 1                                      | 29                                     | 第28期                                 | 第28期                                 | 0                                      | 6組ランキング戦 0勝                                                  |
| 桶屋郁夫                               | 1                                      | 1                                      | 29                                     | 第28期                                 | 第28期                                 | 0                                      | 6組ランキング戦 0勝                                                  |
| 石井直樹                               | 1                                      | 1                                      | 30                                     | 第30期                                 | 第30期                                 | 3                                      | 6組ランキング戦 3勝 (6組ベスト8進出 第30期)                          |
| 中島灯希                               | 1                                      | 1                                      | 30                                     | 第30期                                 | 第30期                                 | 3                                      | 6組ランキング戦 3勝 (6組ベスト8進出 第30期)                          |
| 長森優作                               | 1                                      | 1                                      | 30                                     | 第30期                                 | 第30期                                 | 1                                      | 6組ランキング戦 1勝 (6組2回戦進出 第30期)                            |
| 藤原結樹                               | 1                                      | 1                                      | 31                                     | 第31期                                 | 第31期                                 | 0                                      | 6組ランキング戦 0勝                                                  |
| 野島進太郎                             | 1                                      | 1                                      | 31                                     | 第31期                                 | 第31期                                 | 2                                      | 6組ランキング戦 2勝 (6組ベスト16進出 第31期)                         |
| 久保田貴洋                             | 1                                      | 1                                      | 31                                     | 第31期                                 | 第31期                                 | 2                                      | 6組ランキング戦 2勝 (6組ベスト16進出 第31期)                         |
| 橋嵜卓万                               | 1                                      | 1                                      | 32                                     | 第32期                                 | 第32期                                 | 0                                      | 6組ランキング戦 0勝                                                  |
| 禰保拓也                               | 1                                      | 1                                      | 33                                     | 第33期                                 | 第33期                                 | 0                                      | 6組ランキング戦 0勝                                                  |
| 天野倉優臣                             | 1                                      | 1                                      | 34                                     | 第34期                                 | 第34期                                 | 0                                      | 6組ランキング戦 0勝                                                  |
| 箭子涼太                               | 1                                      | 1                                      | 36                                     | 第36期                                 | 第36期                                 | 0                                      | 6組ランキング戦 0勝                                                  |
| 鈴木肇                                 | 1                                      | 1                                      | 36                                     | 第36期                                 | 第36期                                 | 0                                      | 6組ランキング戦 0勝                                                  |
| 慶田義法                               | 1                                      | 1                                      | 37                                     | 第37期                                 | 第37期                                 | 0                                      | 6組ランキング戦 0勝                                                  |
| 竹内広也                               | 1                                      | 1                                      | 37                                     | 第37期                                 | 第37期                                 | 0                                      | 6組ランキング戦 0勝                                                  |
| 小林康太郎                             | 1                                      | 1                                      | 37                                     | 第37期                                 | 第37期                                 | 0                                      | 6組ランキング戦 0勝                                                  |
| 森下裕也                               | 1                                      | 1                                      | 38                                     | 第38期                                 | 第38期                                 | 0                                      | 6組ランキング戦 0勝                                                  |
| 荒田敏史                               | 1                                      | 1                                      | 38                                     | 第38期                                 | 第38期                                 | 0                                      | 6組ランキング戦 0勝                                                  |
| 関矢寛之                               | 1                                      | 1                                      | 38                                     | 第38期                                 | 第38期                                 | 2                                      | 6組ランキング戦 2勝 (6組ベスト32進出 第38期)                         |
| 竹内広也                               | 2                                      | 2                                      | 37-38                                  | 第37期                                 | 第38期                                 | 0                                      | 6組ランキング戦 0勝                                                  |

| 奨励会員別出場実績（第25期以降、第38期まで）                                 | 奨励会員別出場実績（第25期以降、第38期まで） | 奨励会員別出場実績（第25期以降、第38期まで） | 奨励会員別出場実績（第25期以降、第38期まで） | 奨励会員別出場実績（第25期以降、第38期まで）                                                           |
| 氏名                                                                         | 通算                                         | 連続                                         | 期                                           | 最高成績                                                                                               |
| ---------------------------------------------------------------------------- | -------------------------------------------- | -------------------------------------------- | -------------------------------------------- | --- |
| 石井健太郎                                                                   | 1                                            | 1                                            | 第25期                                       | 6組ランキング戦 0勝                                                                                    |
| 宮本広志                                                                     | 1                                            | 1                                            | 第26期                                       | 6組ランキング戦 2勝 (6組ベスト16進出 第26期)                                                           |
| 西田拓也                                                                     | 1                                            | 1                                            | 第27期                                       | 6組ランキング戦 0勝                                                                                    |
| 佐々木大地                                                                   | 1                                            | 1                                            | 第28期                                       | 6組ランキング戦 1勝 (6組2回戦進出 第28期)                                                              |
| 石川泰                                                                       | 1                                            | 1                                            | 第29期                                       | 6組ランキング戦 3勝 (6組ベスト8進出 第29期)                                                            |
| 黒田尭之                                                                     | 1                                            | 1                                            | 第30期                                       | 6組ランキング戦 0勝                                                                                    |
| 甲斐日向                                                                     | 1                                            | 1                                            | 第31期                                       | 6組ランキング戦 1勝 (6組2回戦進出 第31期)                                                              |
| 枡田悠介                                                                     | 1                                            | 1                                            | 第32期                                       | 6組ランキング戦 0勝                                                                                    |
| 古賀悠聖                                                                     | 1                                            | 1                                            | 第33期                                       | 6組ランキング戦 2勝 (6組ベスト32進出 第33期)                                                           |
| 横山友紀                                                                     | 1                                            | 1                                            | 第34期                                       | 6組ランキング戦 0勝                                                                                    |
| 柵木幹太                                                                     | 1                                            | 1                                            | 第35期                                       | 6組ランキング戦 2勝 (6組ベスト32進出 第35期)                                                           |
| 上野裕寿                                                                     | 1                                            | 1                                            | 第36期                                       | 6組ランキング戦 4勝 (6組ベスト8進出 第36期)                                                            |
| 山下数毅                                                                     | 2                                            | 2                                            | 第37-38期                                    | 決勝トーナメント 0勝 (第38期) 5組ランキング戦 5勝 (5組優勝 第38期) 6組ランキング戦 6勝 (6組2位 第37期) |
| 齊藤優希                                                                     | 1                                            | 1                                            | 第38期                                       | 6組ランキング戦 0勝                                                                                    |
| 奨励会在籍当時に女流棋士枠で出場した西山朋佳は「女流棋士別出場実績」に掲載。 |                                              |                                              |                                              | |

## 放送・配信
七番勝負の模様は、名人戦七番勝負と同様、「将棋竜王戦」という番組名でNHKでテレビ放送されていた。
ネット配信では2024年時点で、ABEMA・将棋チャンネルで七番勝負の完全生中継が行われている。2019年まではニコニコ生放送でも配信されていた。
藤井聡太竜王に広瀬章人八段が挑戦者となった2022年の第35期竜王戦七番勝負は、竜王戦史上初となるテレビCMが制作され、日本テレビとBS日テレで放送された。

## 第1期竜王戦
1987 - 1988年に行われた第1期は、竜王戦の前身が十段戦であったということで、最後の十段となった「第26期十段」と、永世十段資格者2名の計3名が本戦にシードされた。
ランキング戦の1-6組の組分けの順序は、十段戦終了1期前の「第25期十段」と十段以外のタイトル保持者を優先し、以下、「第46期順位戦」の順位序列で決められた。
本戦は14人によるトーナメントで、2つの準決勝は三番勝負、決勝は七番勝負で行われ、決勝を制した島朗六段が初代竜王となった。
（表中、「L残」は第26期十段リーグ残留の成績を挙げた者。称号や段位は当時のもの）
| クラス              | 人数            | 本戦出場 | 構成 （第46期順位戦順位など） | 備考                                                                      |
| ------------------- | --------------- | -------- | --- | ------------------------------------------------------------------------- |
| 本戦 準決勝シード   | 1名             | 1名      | 第26期十段 高橋道雄十段・棋王 | 準決勝三番勝負で米長に1勝2敗で敗れる。                                    |
| 本戦 準々決勝シード | 2名             | 2名      | 永世十段資格者 中原誠名人 大山康晴十五世名人 | 中原が準決勝三番勝負に 進出するが島に1勝2敗で敗れる。                     |
| 1組                 | 14名            | 4名      | 福崎文吾七段（第25期十段、L残） 米長邦雄九段（第23・24期十段、L残） 以上、1組予選2回戦より出場 桐山清澄棋聖（A級3位、L残） 谷川浩司王位（A級2位、L残） 塚田泰明王座（B級1組13位） 中村修王将（B級2組4位） A級5-10位 B級1組1位、2位 | 1組2位で本戦出場の米長邦雄九段が 竜王決定七番勝負に進出するが島に敗れる。 |
| 2組                 | 16名            | 2名      | B級1組3-12位 B級2組1,2,5-8位 |                                                                           |
| 3組                 | 16名            | 2名      | B級2組9-19,21-23位 C級1組1,2位 | 3組2位から本戦出場の 島朗六段（B級2組9位）が初代竜王に。                  |
| 4組                 | 32名            | 1名      | C級1組3-24位 C級2組1-10位 |                                                                           |
| 5組                 | 32名            | 1名      | C級2組11-42位 |                                                                           |
| 6組                 | 残り全員 (19名) | 1名      | C級2組43位以下11名 C級2組からの降級者1名 新四段3名 アマチュア4名 |                                                                           |

## 書籍
特記なしはすべて読売新聞社から刊行
- 第一期竜王決定七番勝負 激闘譜―九段・米長邦雄 六段・島朗 1989/1/1
- 第二期竜王決定七番勝負 激闘譜 1990/3/1
- 第三期竜王決定七番勝負 激闘譜―竜王・羽生善治 王位王座・谷川浩司 1991/2/1
- 第四期竜王決定七番勝負 激闘譜―谷川浩司‐森下卓 1992/3/1
- 竜王決定七番勝負 激闘譜〈第5期〉竜王・谷川浩司‐王座棋王・羽生善治 1993/2/1
- 竜王決定七番勝負 激闘譜〈第6期〉竜王・羽生善治‐七段・佐藤康光 1994/2/1
- データブック 竜王決定七番勝負 激闘譜 第六期 1994/5/1
- 第七期竜王決定七番勝負 激闘譜―竜王 佐藤康光 名人 羽生善治 1995/2/1
- 第八期竜王決定七番勝負 激闘譜―羽生善治VS佐藤康光 1996/2/1
- 第九期 竜王決定七番勝負 激闘譜―羽生善治 VS 谷川浩司 1997/2/1
- 第十期竜王決定七番勝負 激闘譜―竜王谷川浩司VS六段真田圭一 1998/2/1
- 第十一期竜王決定七番勝負激闘譜―竜王谷川浩司・七段藤井猛 1999/2/1
- 第十二期竜王決定七番勝負激闘譜―藤井猛VS鈴木大介  2000/2/1
- 第十三期竜王決定七番勝負 激闘譜―藤井猛vs羽生善治 2001/2/1
- 第十四期竜王決定七番勝負激闘譜―藤井猛vs羽生善治 2002/2/1
- 第十五期竜王決定七番勝負 激闘譜―羽生善治vs.阿部隆  2003/3/1
- 竜王決定七番勝負―激闘譜 (第16期) 2004/2/1
- 第十七期竜王決定七番勝負 激闘譜―森内俊之vs.渡辺明 2005/2/1
- 第十八期竜王決定七番勝負 激闘譜―渡辺明vs.木村一基 2006/2/1
- 第十九期竜王決定七番勝負激闘譜―竜王・渡辺明vs.棋聖・佐藤康光 2007/3/1
- 第二十期竜王決定七番勝負 激闘譜―竜王・渡辺明×二冠・佐藤康光 2008/3/1
- 第二十一期竜王決定七番勝負 激闘譜―渡辺明vs.羽生善治 2009/3/1
- 竜王戦全集 第1期〜第32期 書籍編集部編　マイナビ出版刊行 2020/3/11